# Obwód włodzimierski

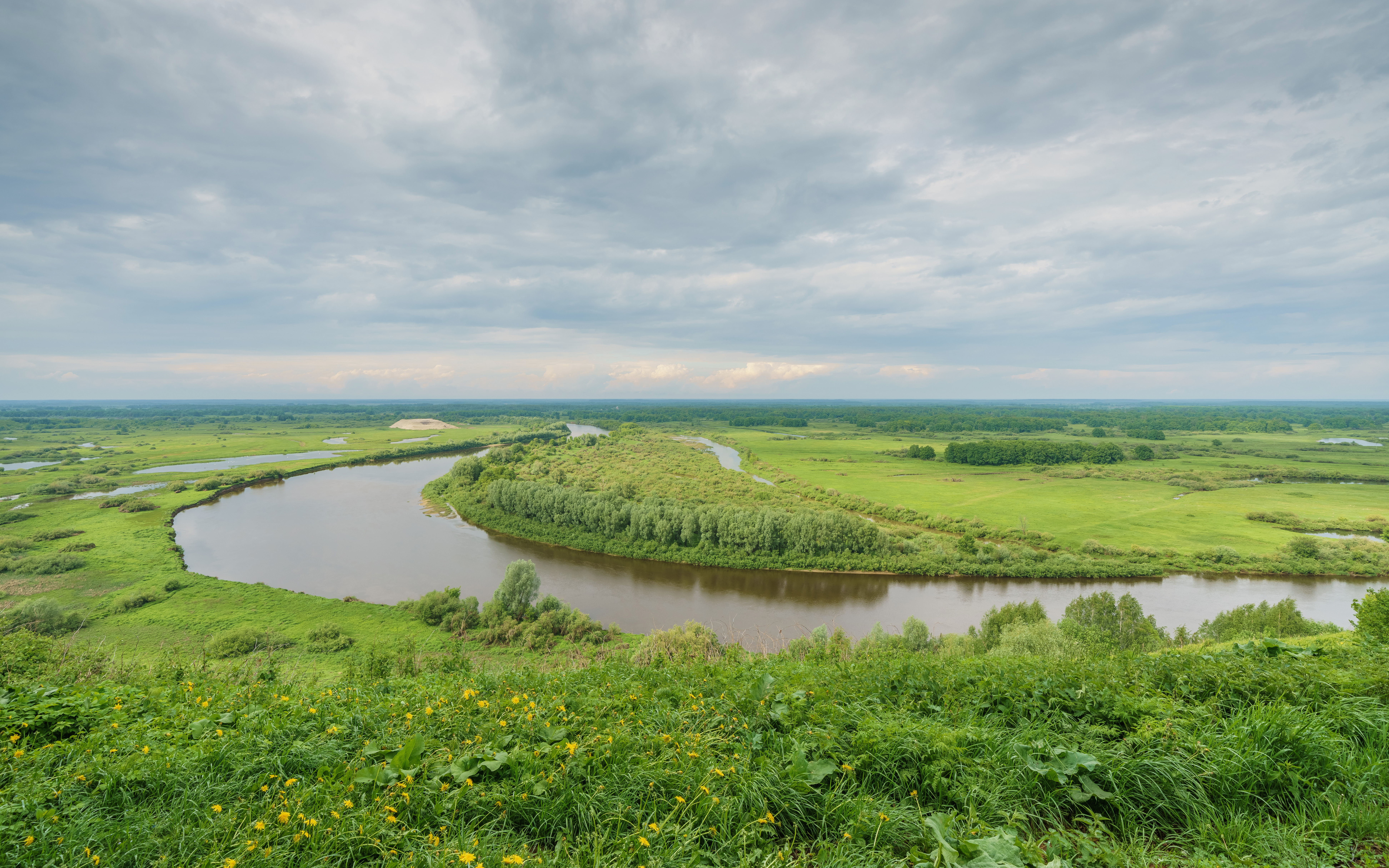
krajobraz regionu

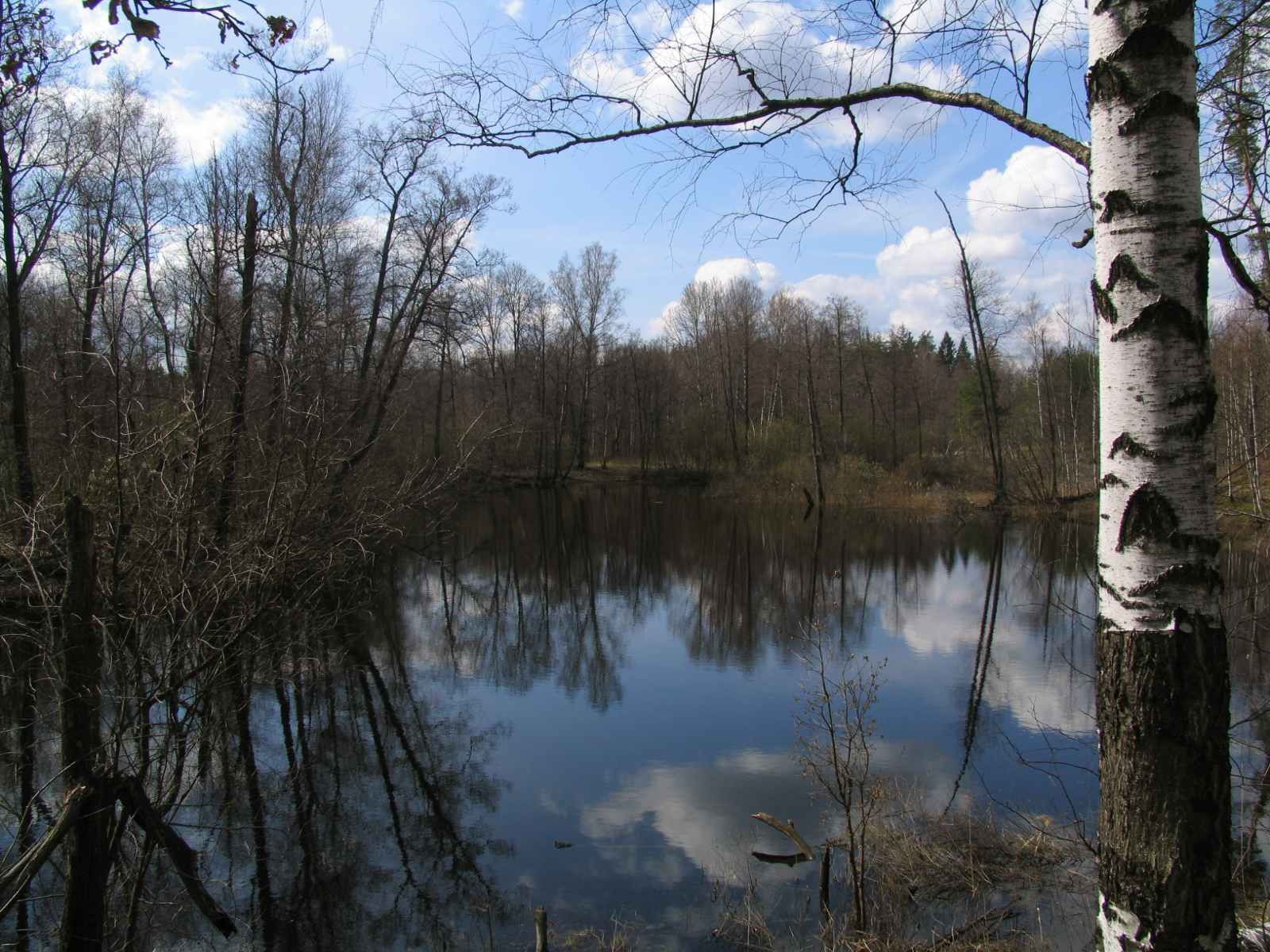
krajobraz regionu – Nizina Mieszczorska

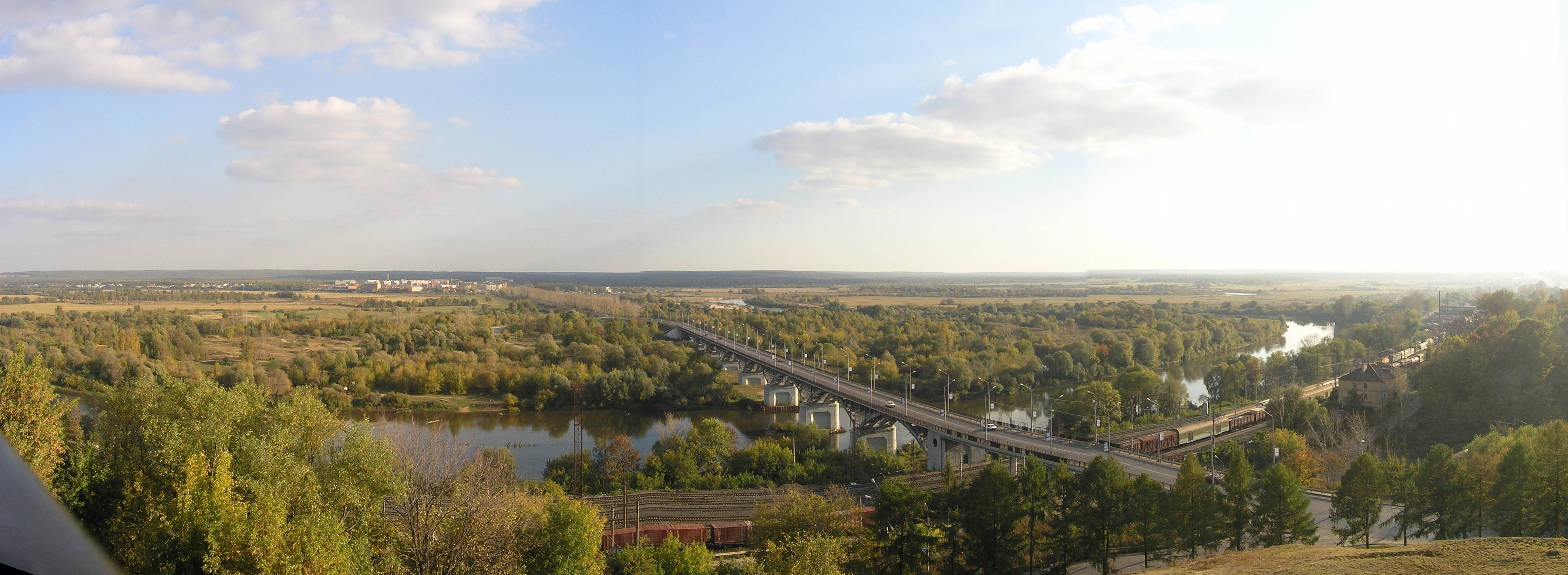
krajobraz regionu – okolica Włodzimierza

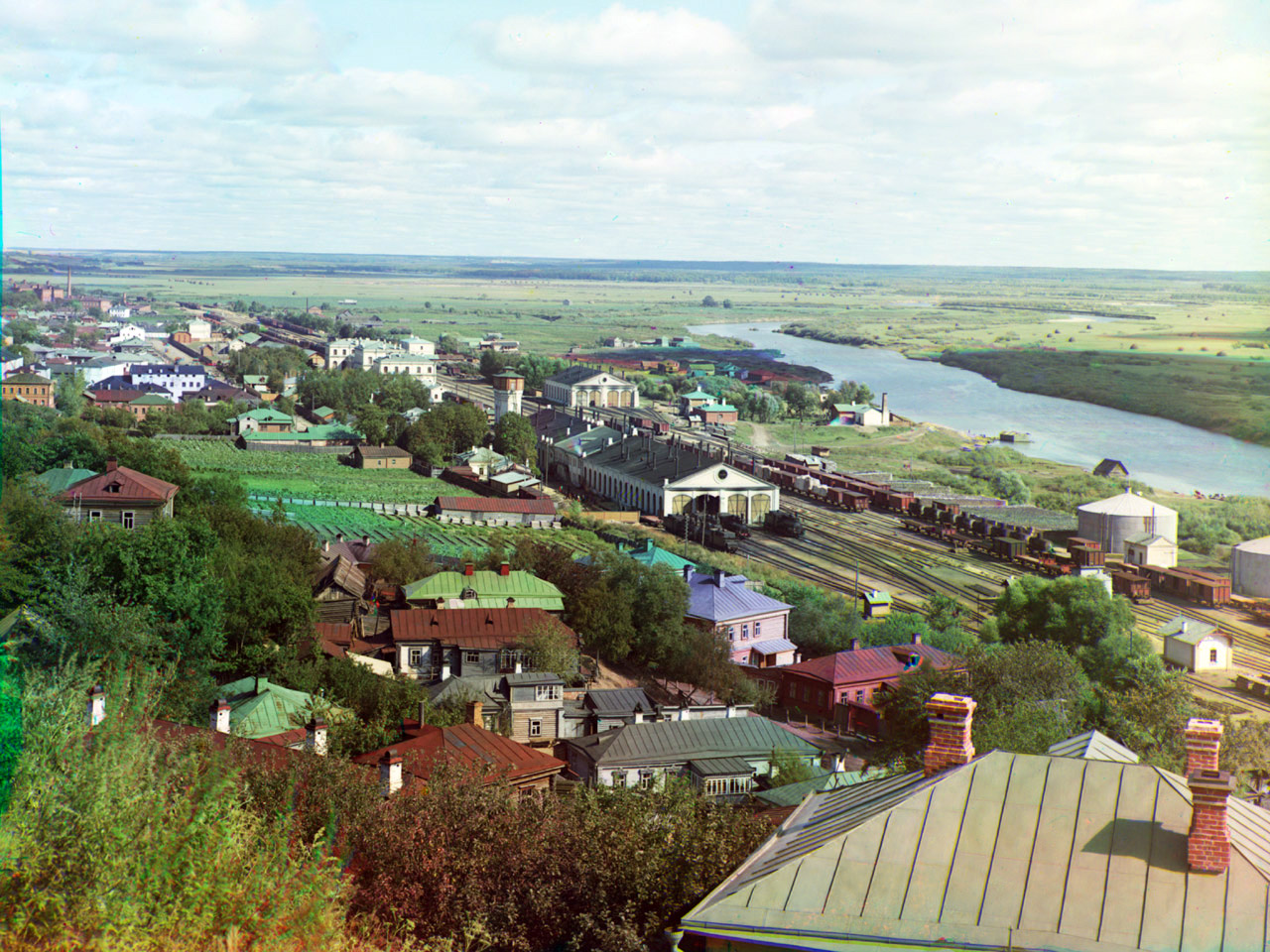
widok na stolicę regionu i jej okolice

Obwód włodzimierski (ros. Владимирская область) – jednostka administracyjna Federacji Rosyjskiej w Centralnym Okręgu Federalnym.

## Geografia

### Położenie i powierzchnia
Obwód włodzimierski położony jest we wschodniej Europie, w centrum europejskiej części Rosji, ok. 200 km na wschód od Moskwy. Obwód leży w południowej części międzyrzecza Wołżańsko-Ockiego i zajmuje obszar 29 tys. km².
Region w kierunku wschód-zachód rozciąga się na długości 170 km, a na kierunku północ-południe – na długości 280 km.
Obwód włodzimierski graniczy z:
- obwodem moskiewskim,
- obwodem jarosławskim,
- obwodem iwanowskim,
- obwodem riazańskim,
- obwodem niżnonowogrodzkim.

42% powierzchni regionu stanowią lasy.

### Strefa czasowa
Obwód włodzimierski należy do moskiewskiej strefy czasowej (MSK): do 25 października 2014 UTC+04:00 przez cały rok, od 26 października 2014 UTC+03:00 przez cały rok. Jeszcze wcześniej, przed 27 marca 2011 roku, obowiązywał czas standardowy (zimowy) strefy UTC+03:00, a czas letni – UTC+04:00.

### Rzeźba terenu
Obszar obwodu leży w centrum Niziny Wschodnioeuropejskiej, dlatego zdecydowaną większość jego powierzchni stanowi słabo pofałdowana równina. Na skrajach regionu znajdują się obszary wyżynne, spośród których najwyższym jest położona na północy grzęda Klińsko-Dmitrowska (wysokości do 271 m n.p.m.)

### Gleby
Gleby w regionie należą do średnio urodzajnych. Największe znaczenie dla gospodarki mają gleby powstałe na obszarach dawnych lasów liściastych, m.in. szaroziemy leśne. Dużą część powierzchni obwodu stanowią gleby bielicowe. W dolinach rzecznych dominują gleby aluwialne, a na terenach podmokłych – gleby bagienne.

### Klimat
W obwodzie włodzmierskim panuje klimat umiarkowany kontynentalny, charakteryzujący się ciepłym latem i dość chłodną zimą.
Okres ze średnią dobową temperaturą poniżej
0 °C trwa (średnio) 137 dni; zaczyna się on w połowie listopada i trwa zwykle do końca marca. Średnia roczna temperatura w obwodzie to (zależnie od rejonu) 5 °C. Najchłodniejszym miesiącem jest styczeń – średnia temperatura w tym okresie wynosi –13 °C
Śnieg zwykle zaczyna padać w listopadzie. Stała pokrywa śnieżna pojawia się zazwyczaj w końcu listopada, a jej średnia grubość to 40 cm; utrzymuje się ona przez 144 dni i topnieje na stałe dopiero w końcu marca lub połowie kwietnia.
Najcieplejszym miesiącem w regionie jest lipiec; średnia temperatura powietrza w tym okresie wynosi +19 °C.
Średnioroczna wielkość opadów w regionie wynosi 420–740 mm. Większość opadów przypada na ciepłą połowę roku; maksimum przypada na lipiec.
Przeciętna długość okresu wegetacyjnego w obwodzie to 160–180 dni.

### Hydrologia
Obwód włodzimierski ma duże zasoby wód gruntowych. Łączna powierzchnia zbiorników wodnych (rzek i jezior) to ponad 32,9 tys. ha. Na terenie obwodu znajdują się także duże obszary błot i bagien, o łącznej powierzchni 37,4 tys. ha.

#### Rzeki

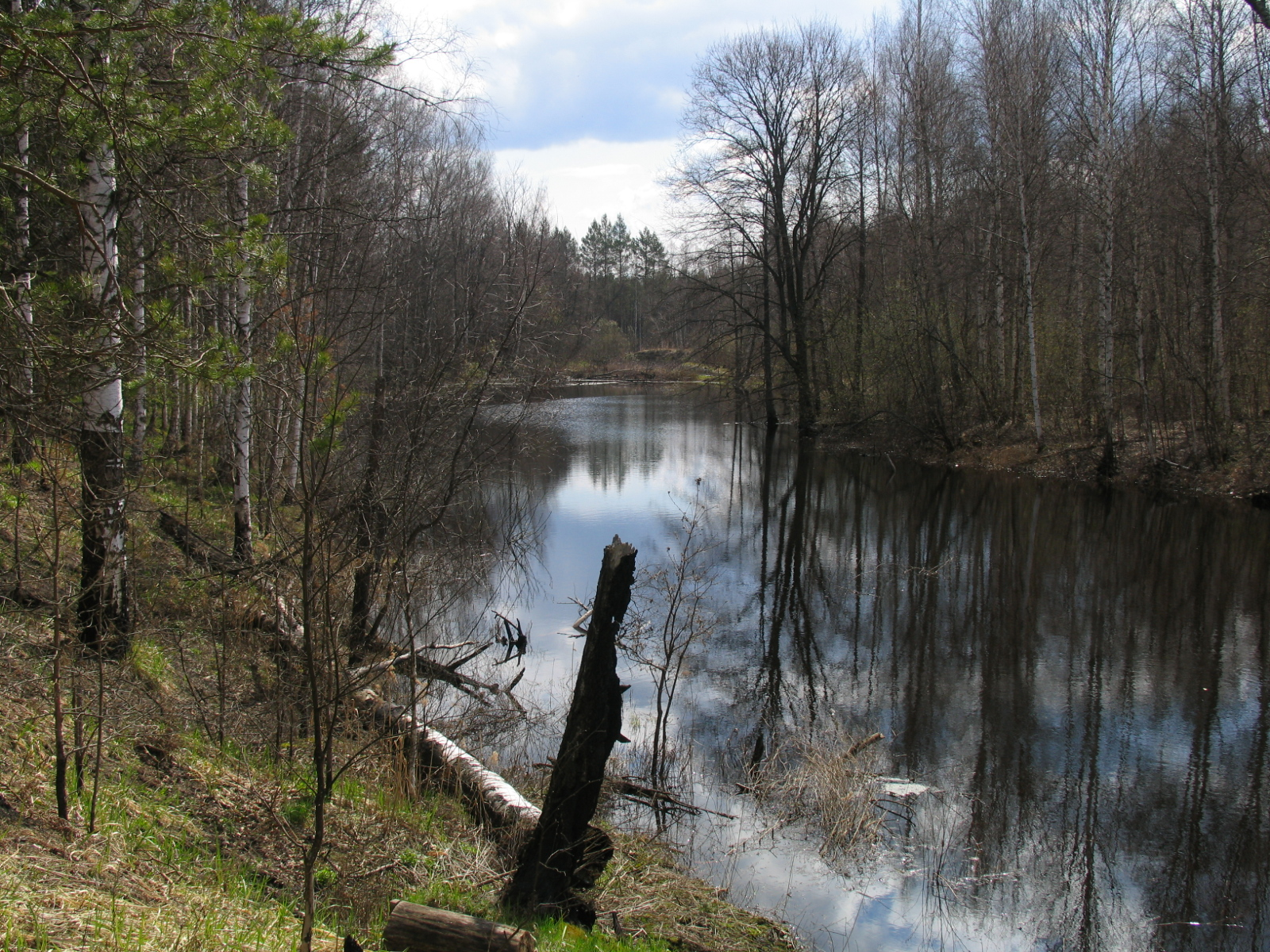
jedna z rzek regionu

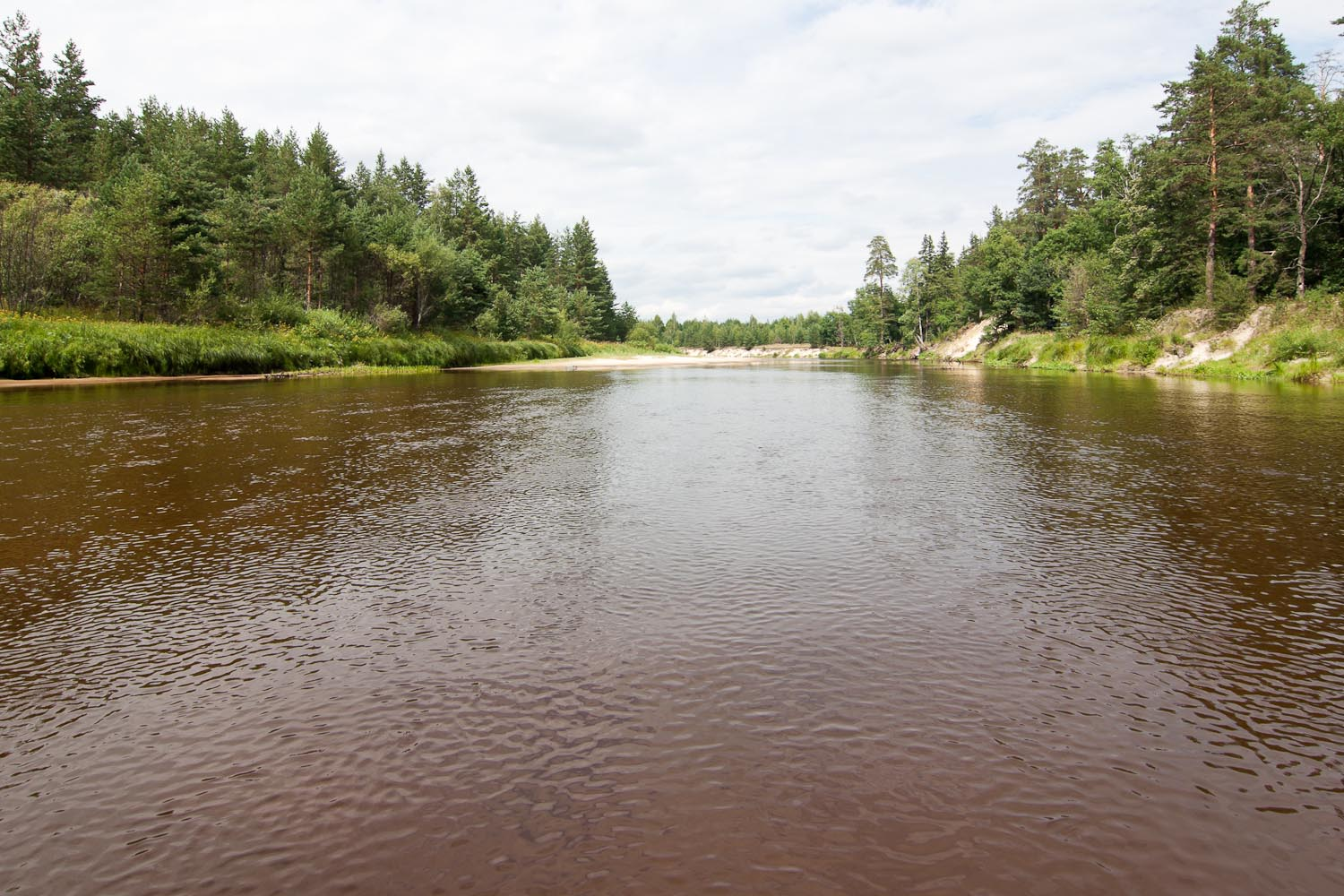
rzeka Łuch

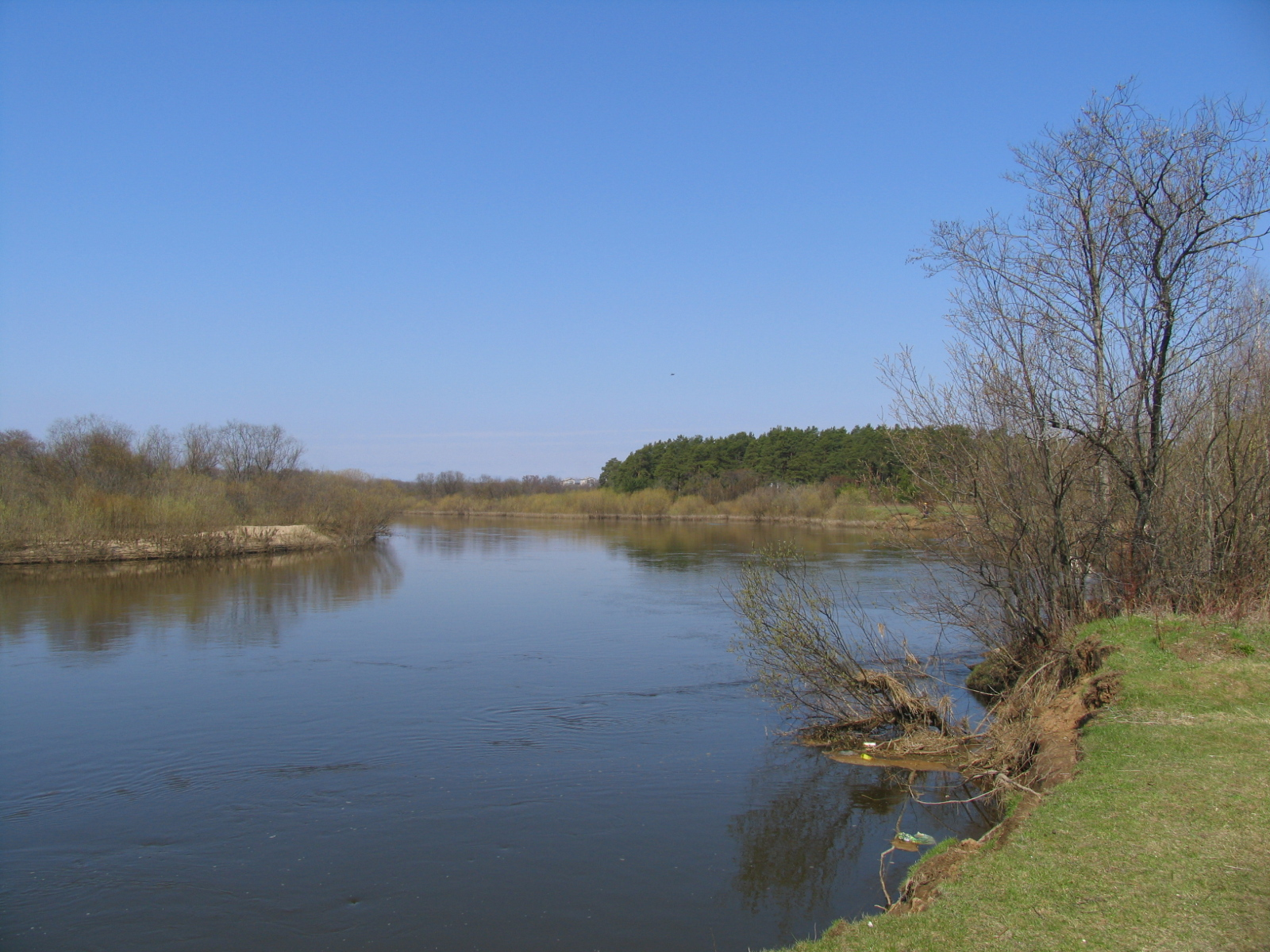
rzeka Klaźma

Głównymi rzekami regionu są Klaźma i Oka. Przez teren obwodu przepływa ponadto kilkaset większych i mniejszych rzek o łącznej długości ponad 8,6 tys. km; wraz ze strumieniami ich liczba przekracza 560. Klaźma na południowym skrawku regionu (przy granicy z obwodem niżegorodzkim) wpada do Oki.
Główne rzeki regionu:
- Klaźma i jej dopływy:
  - Szerna
    - Mołoksza

  - Kirżacz
    - Wielki Kirżacz
    - Mały Kirżacz

  - Pieksza
  - Kołoksza
  - Nierl
  - Sudogda
  - Uwod
  - Łuch
  - Suworoszcz
- Oka i jej dopływy (prócz Klaźmy):
  - Guś
  - Unża
  - Uszna
- Dubna (dopływ Wołgi)

#### Jeziora
Na terenie obwodu znajduje się ponad 300 jezior o łącznej powierzchni ok. 5 tys. ha. Większość z nich to zbiorniki płytkie, które stopniowo zarastają, zamieniając się w torfowiska. Pochodzenie jezior jest rozmaite; część z nich powstało w dolinach rzecznych na obszarach starorzeczy. Jeziorami na starorzeczach są m.in. Jezioro Urwanowskie (długości 12 km) i Wysza (10 km). Na Nizinie Mieszczorskiej i na północnym zachodzie regionu jeziora. W niektórych częściach regionu występują jeziora pochodzenia polodowcowego; są one zwykle niewielkich rozmiarów. Jeziora pochodzenia krasowego znajdują się w obniżeniach Klaźmy i na północnym wschodzie regionu; mają one silnie zmineralizowaną wodę i połączone są ze sobą podziemnymi tunelami. Największym i najgłębszym tego typu jeziorem jest Kszara.

### Flora
Obwód leży w strefie lasów mieszanych.
Lasy przeważały niegdyś na większości terenów obwodu; obecnie ich udział w strukturze powierzchni wynosi 42%. Wśród drzew dominującym gatunkiem jest sosna; w sumie gatunki iglaste to ok. 2/3 drzewostanu. Nad brzegami rzek i na obszarach podmokłych znajdują się skupiska typowej dla tych ekosystemów roślinności.
Prócz drzew w lasach regionu rosną liczne rośliny zielne, mchy i porosty, a w zbiornikach wodnych liczne wodorosty. Wiele spośród tych gatunków ma znaczenie dla gospodarki ludzkiej – m.in. maliny, poziomki, dzikie czarne porzeczki, czarne jagody, żurawiny, borówki, a także liczne rośliny lekarskie (np. skrzyp polny, krwawnik pospolity, mięta, konwalia majowa, pokrzywa, dziurawiec i in.) oraz grzyby.

### Fauna

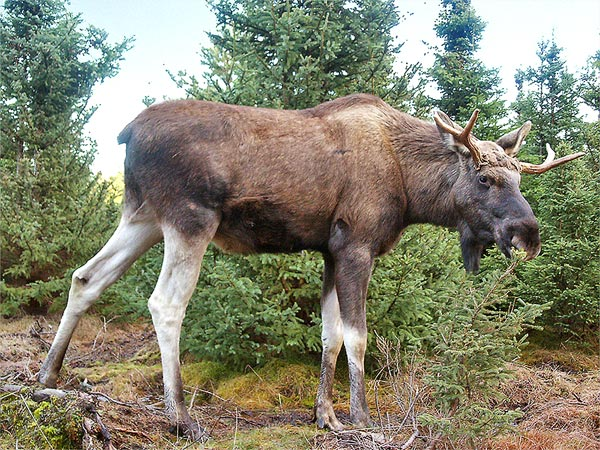
łoś – jedno z pospolitszych zwierząt regionu

We współczesnej faunie regionu występuje ponad 50 gatunków ssaków, 216 – ptaków, 10 – gadów, 5 płazów, kilkadziesiąt gatunków ryb i liczne bezkręgowce, liczba gatunków których jest trudna do oszacowania.
Wśród miejscowych ssaków są m.in. łoś, dzik, sarna, jeleń szlachetny, ryś, wilk szary, kuna, łasica, borsuk, wiewiórka, zając, lis i in. Z ptaków w regionie spotkać można np. głuszce, cietrzewie, jarząbki, kuropatwy, słonki, liczne dzikie kaczki i gęsi oraz inne gatunki. Większość ptaków przylatuje na obszar obwodu na okres lęgowy i w okresie jesiennym odlatuje na południe. W rzekach i jeziorach regionu żyją m.in. płocie, szczupaki, okonie, karasie, wzdręgi, sterlety itd.

### Ekologia i ochrona przyrody
Pod względem ekologicznym sytuacja regionu jest dobra – brak ciężkiego przemysłu sprawia, iż środowisko naturalne jest w dużej mierze nieskażone. Znajduje się tutaj także duża ilość obszarów w pierwotnych stanie, niezmienionym przez ludzką ingerencję. Nawet w pobliżu dużych miast znajdują się często obszary w dziewiczym stanie. Największe zagrożenie ekologiczne stwarzają dość częste pożary torfowisk.
Na południu regionu znajduje się Park Narodowy „Mieszczora”, a także rezerwaty „Klaźmiński” i „Muromski” o łącznej powierzchni 56,2 tys. ha, gdzie żyją chronione gatunki roślin i zwierząt. Jeziora Isichra i Wisza mają status pomników przyrody.

## Demografia
Na terenie obwodu włodzimierskiego mieszka 1 342 099, 1 049 234 na terenach miejskich, 292 865 na terenach wiejskich (2021). Liczba ta w ostatnich latach spada – jeszcze w 2002 populacja regionu wynosiła 1 523 990 osób. Około 78% ludności zamieszkuje w miastach, a ok. 22% – na wsiach (liczby te są zmienne: w 2005 wynosiły – odpowiednio 78,5% i 21,5%, a w 2006 – 77,5% i 22,5%). Blisko 1/4 (23,7%) całej populacji obwodu zamieszkuje w jego stolicy – Włodzimierzu nad Klaźmą.
Gęstość zaludnienia w regionie wynosi 50,8 os./km²
Zdecydowana większość ludności wyznaje prawosławie. Po okresie ateizacji w czasach ZSRR pozostała także duża liczba niewierzących. W regionie istnieje też 1-procentowa mniejszość muzułmańska (złożona głównie z Tatarów).

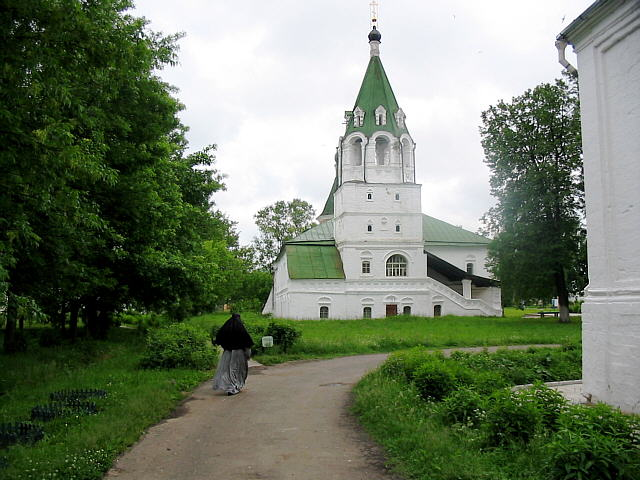
cerkiew w Aleksandrowskiej Słobodzie

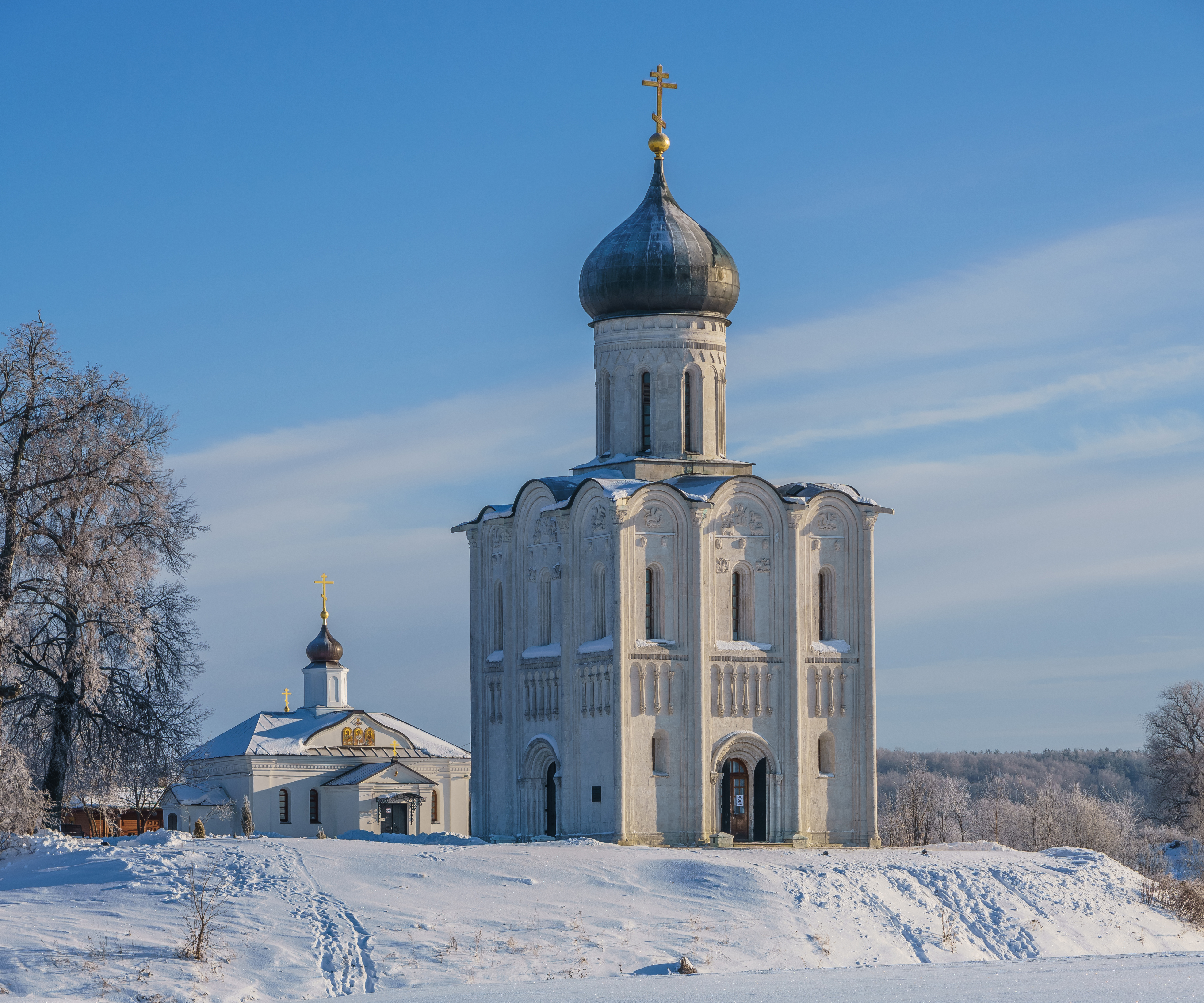
cerkiew w Bogolubowie

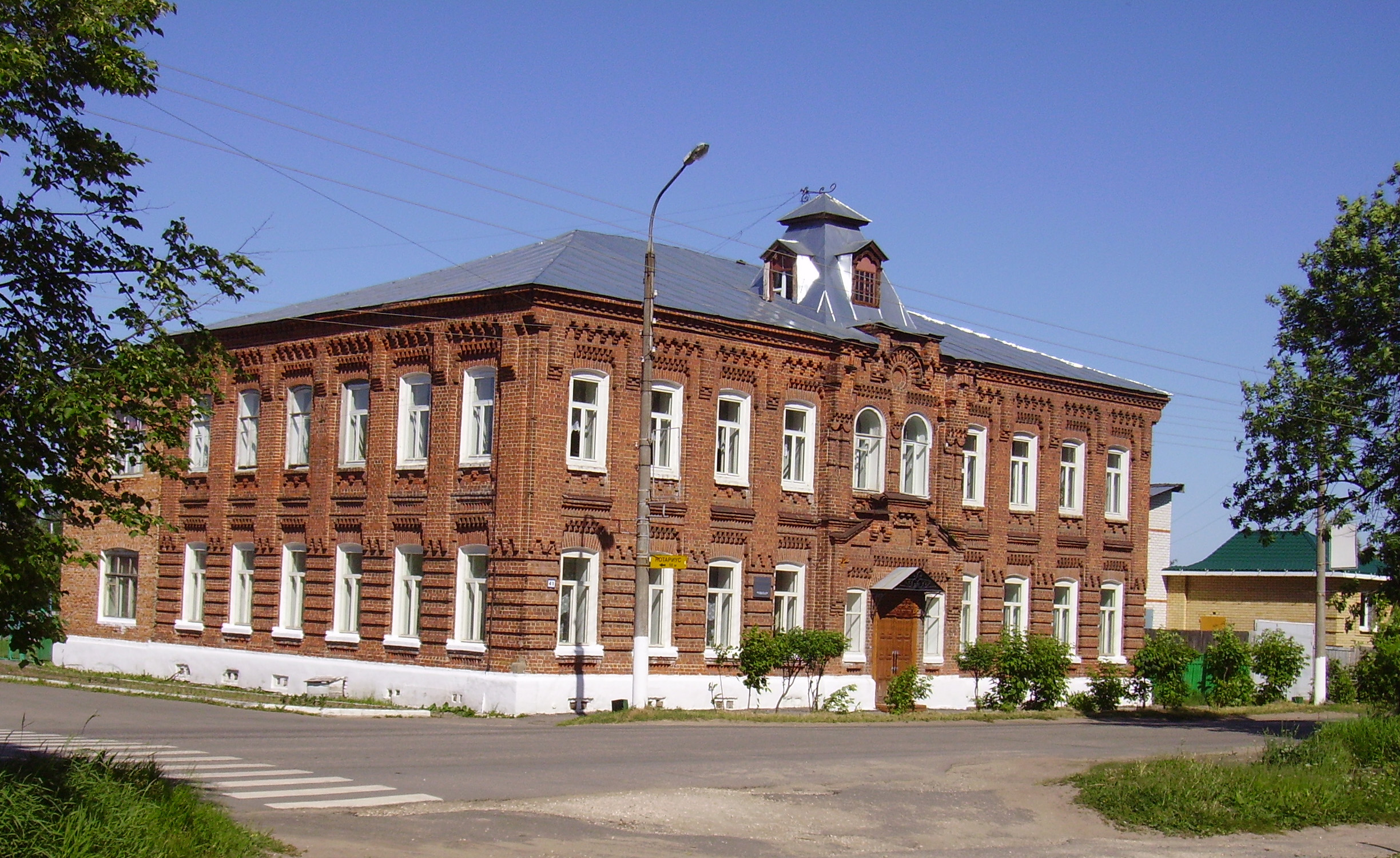
jeden z budynków w Gorochowcu

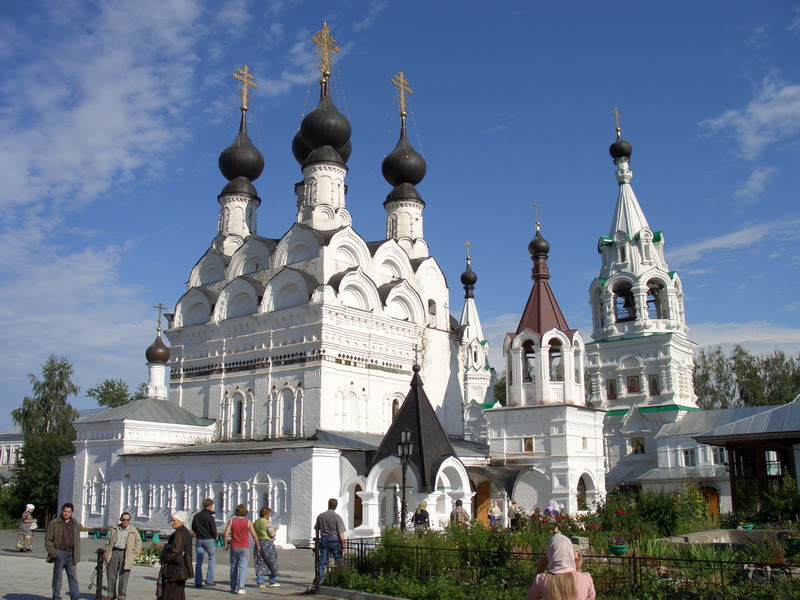
sobór w Muromiu

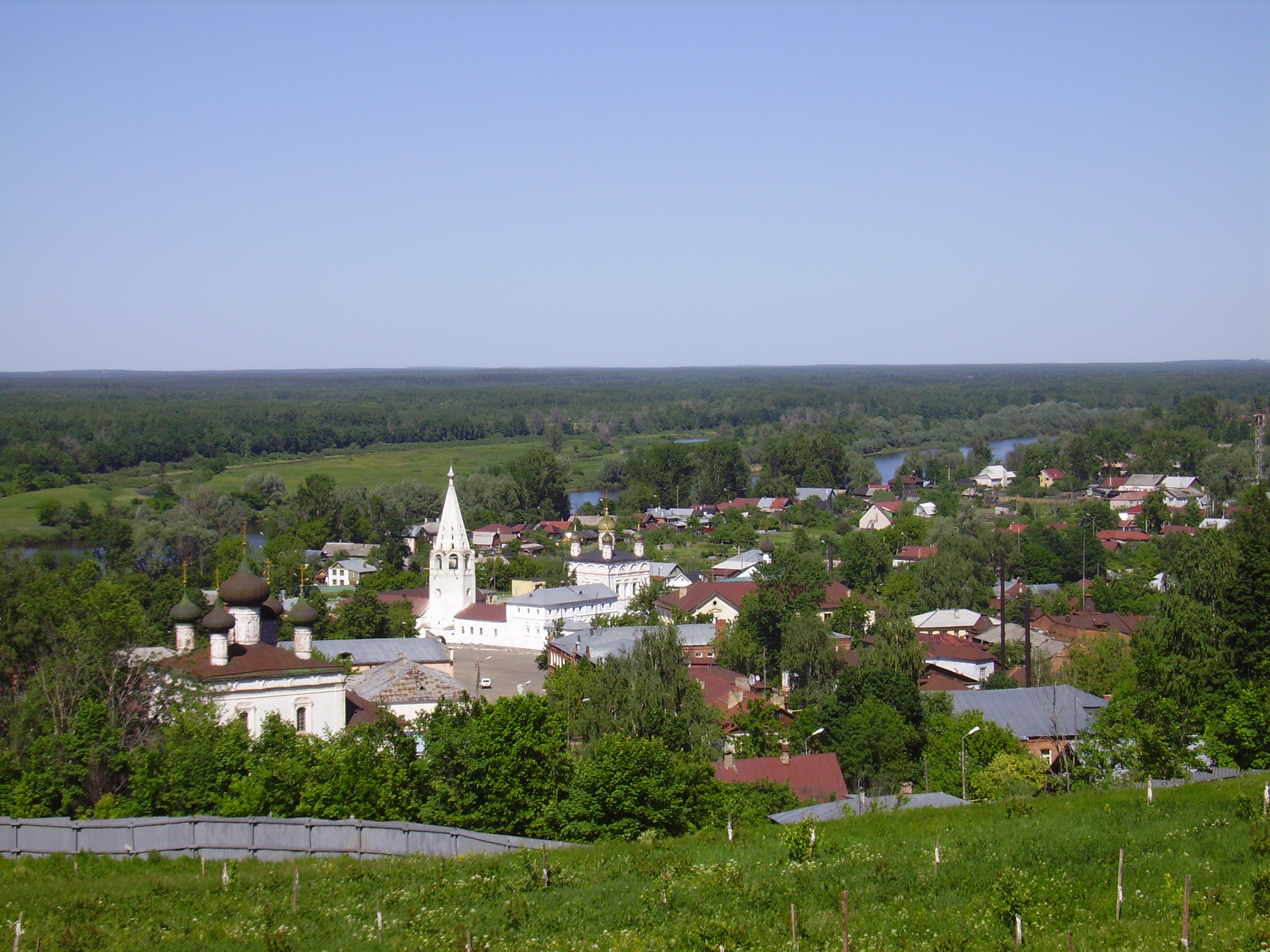
Gorochowiec – panorama miasta

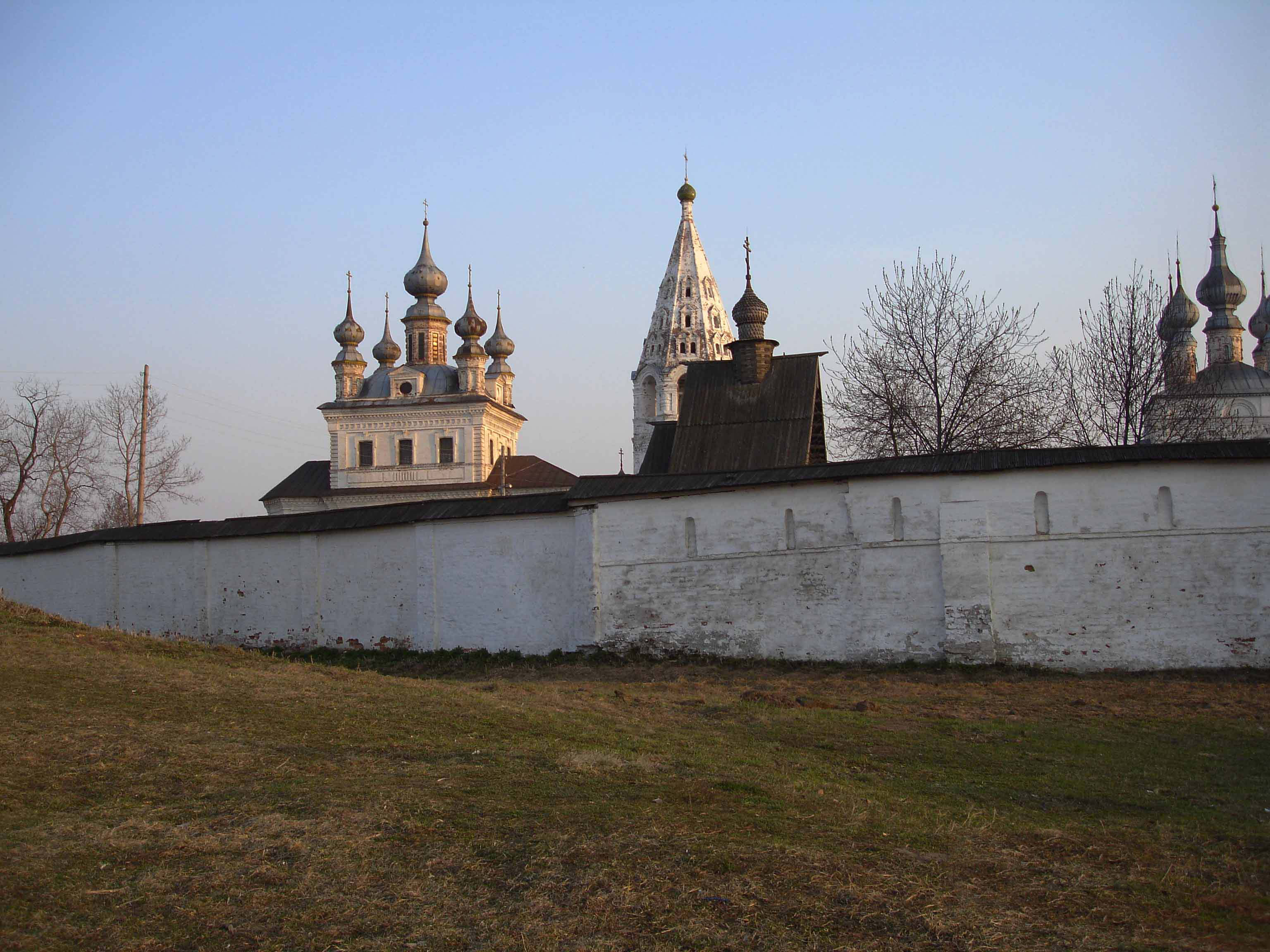
kreml w Juriewie Polskim

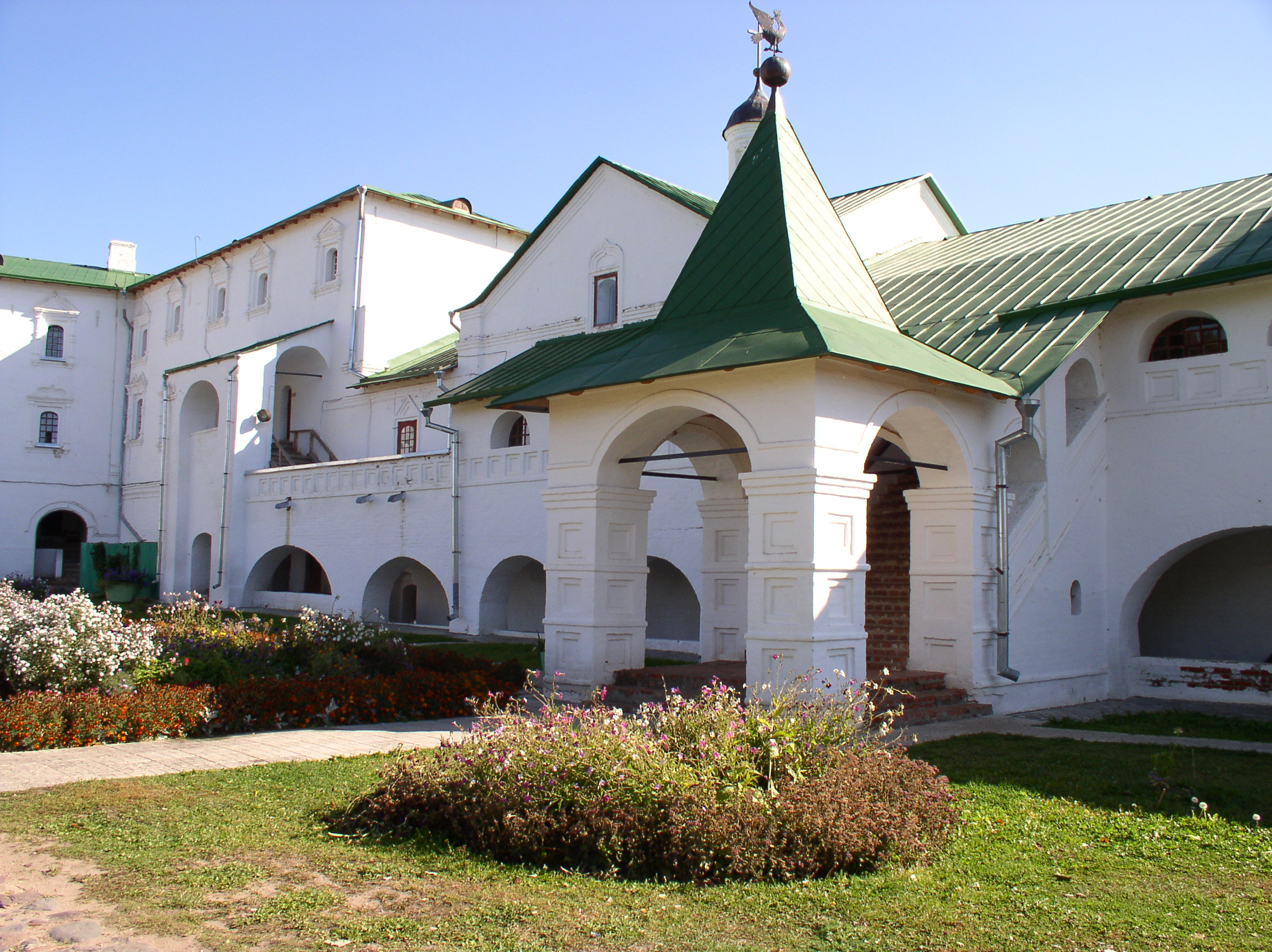
pałac arcybiskupi w Suzdalu

### Narodowości
Rosjanie stanowią ok. 96% populacji regionu. Prócz nich w obwodzie żyje wiele niewielkich grup przedstawicieli innych narodów.
Najliczniejsi są:
| narodowość  | liczebność (w tys.) |
| ----------- | ------------------- |
| Rosjanie    | 1.443,9             |
| Ukraińcy    | 16,8                |
| Tatarzy     | 8,7                 |
| Białorusini | 5,7                 |
| Ormianie    | 5,0                 |
| Mordwini    | 3,6                 |
| Azerowie    | 3,1                 |
| Czuwasze    | 2,3                 |
| Cyganie     | 2,3                 |
| Mołdawianie | 2,1                 |
| Niemcy      | 1,4                 |
| Gruzini     | 1,0                 |
| Maryjczycy  | 1,0                 |

Wymieniono tylko grupy liczące powyżej tysiąca osób.

## Miasta i osiedla typu miejskiego
miasta i największe osiedla typu miejskiego (stan na 1 stycznia 2005)
| Nazwa                  | Nazwa rosyjska   | Liczba mieszkańców |
| ---------------------- | ---------------- | ------------------ |
| Włodzimierz (Władimir) | Владимир         | 310.496            |
| Kowrow                 | Ковров           | 152.776            |
| Murom                  | Муром            | 123.627            |
| Guś Chrustalny         | Гусь-Хрустальный | 64.867             |
| Aleksandrow            | Александров      | 64.043             |
| Kolczugino             | Кольчугино       | 46.528             |
| Wiazniki               | Вязники          | 43.846             |
| Kirżacz                | Киржач           | 31.927             |
| Sobinka                | Собинка          | 20.420             |
| Juriew-Polski          | Юрьев-Польский   | 19.477             |
| Radużnyj               | Радужный         | 17.674             |
| Łakinsk                | Лакинск          | 16.577             |
| Mielenki               | Меленки          | 15.923             |
| Karabanowo             | Карабаново       | 15.677             |
| Pietuszki              | Петушки          | 15.606             |
| Pokrow                 | Покров           | 15.563             |
| Strunino               | Струнино         | 15.542             |
| Gorochowiec            | Гороховец        | 14.034             |
| Kamieszkowo            | Камешково        | 14.018             |
| Sudogda                | Судогда          | 12.945             |
| Juriewec               | Юрьевец          | 11.621             |
| Suzdal                 | Суздаль          | 11.242             |
| Kostieriowo            | Костерёво        | 9.294              |
| Bałakiriewo            | Балакирево       | 9.288              |
| Krasnaja Gorbatka      | Красная Горбатка | 9.175              |
| Stawrowo               | Ставрово         | 7.822              |
| Kurłowo                | Курлово          | 7.184              |
| Mielechowo             | Мелехово         | 6.774              |
| Nikołogory             | Никологоры       | 6.380              |
| Wołginskij             | Вольгинский      | 6.295              |
| Eniergietik            | Энергетик        | 6.054              |
| Gorodiszczy            | Городищи         | 5.915              |
| Mstiera                | Мстера           | 5.317              |
| Andriejewo             | Андреево         | 5.080              |

## Władza i administracja
Obwód włodzimierski, podobnie jak inne podmioty Federacji Rosyjskiej posiada dość szeroki zakres autonomii w sprawach lokalnych. Naczelnym aktem prawa miejscowego (lokalną konstytucją) jest Statut obwodu włodzimierskiego (ros. Устав Владимирской области), uchwalony 14 sierpnia 2001.
Władzę prawodawczą w regionie sprawuje lokalny parlament – Zgromadzenie Prawodawcze. Bieżący skład tego organu wyłoniły wybory z 20 marca 2005.
Władzę wykonawczą sprawuje gubernator, powoływany przez parlament, na wiosek prezydenta Federacji Rosyjskiej. Stoi on także na czele lokalnego rządu. Obecnie funkcję gubernatora sprawuje Nikołaj Winogradow.

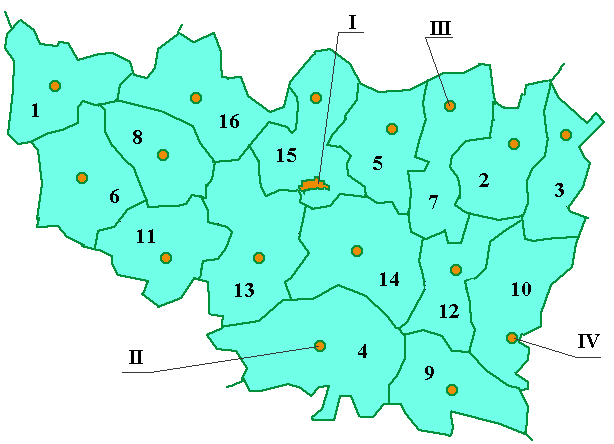
podział administracyjny obwodu włodzimierskiego. Numerom na mapie odpowiadają numery w wyliczeniu rejonów (cyfry arabskie) i okręgów miejskich (cyfry rzymskie)

## Podział administracyjny
Od 2006 obwód włodzimierski dzieli się na 16 rejonów. 4 największe miasta regionu nie wchodzą w skład tego podziału i stanowią wydzielone okręgi miejskie. Wydzielonym z obszaru rejonu, odrębnym okręgiem miejskim jest także miasto zamknięte Radużny.
Rejony municypalne dzielą się na mniejsze jednostki administracyjne – osiedla (ros. поселения – czyt. posielienia), wiejskie i miejskie. Osiedla miejskie obejmują miasto (niekiedy też niewielkie podmiejskie wioski), zaś osiedla wiejskie składają się z jednej lub kilku wsi. W ramach 16 rejonów istnieje w sumie 106 osiedli, w tym 26 osiedli miejskich i 80 wiejskich.

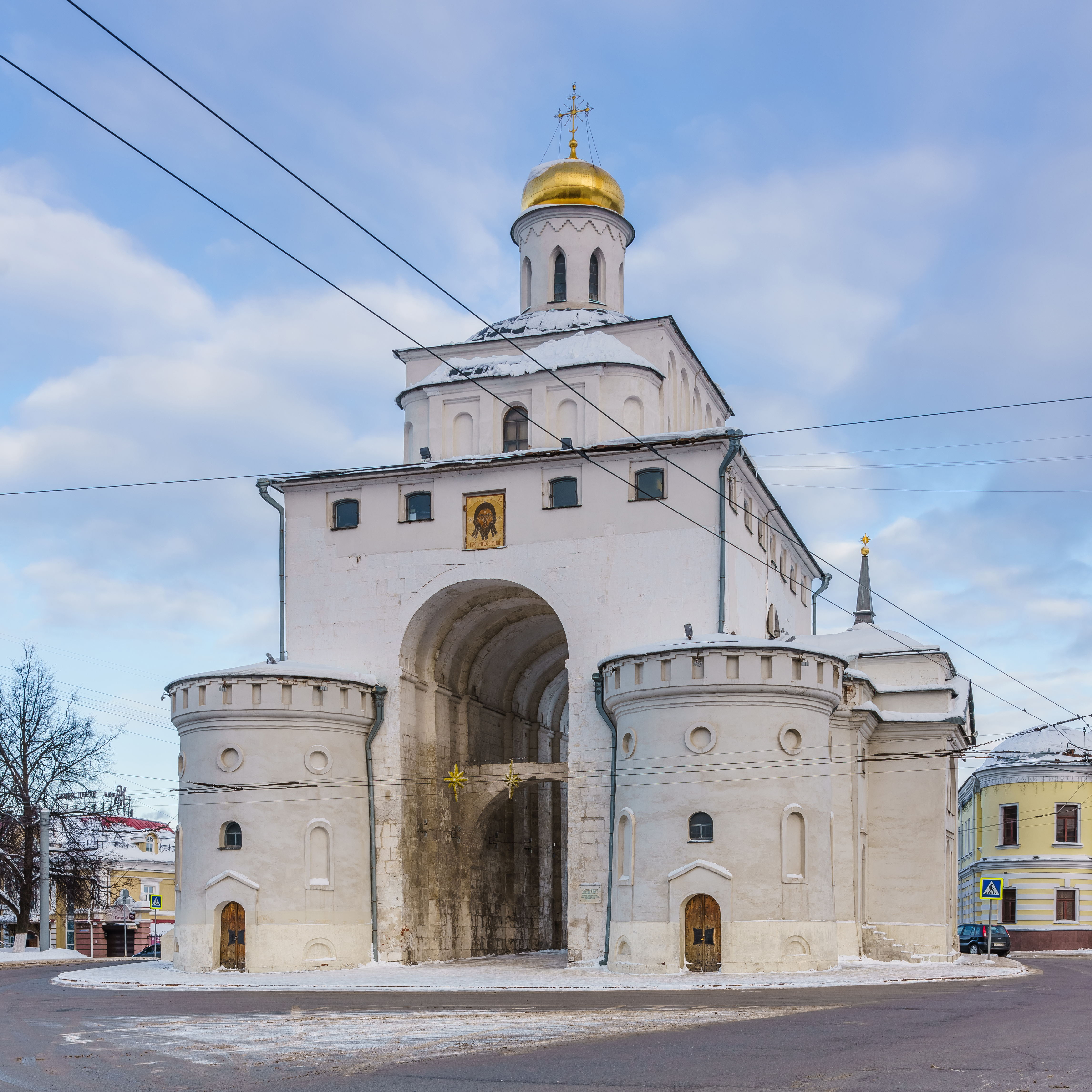
Złota Brama w stolicy obwodu – Włodzimierzu nad Kliaźmą

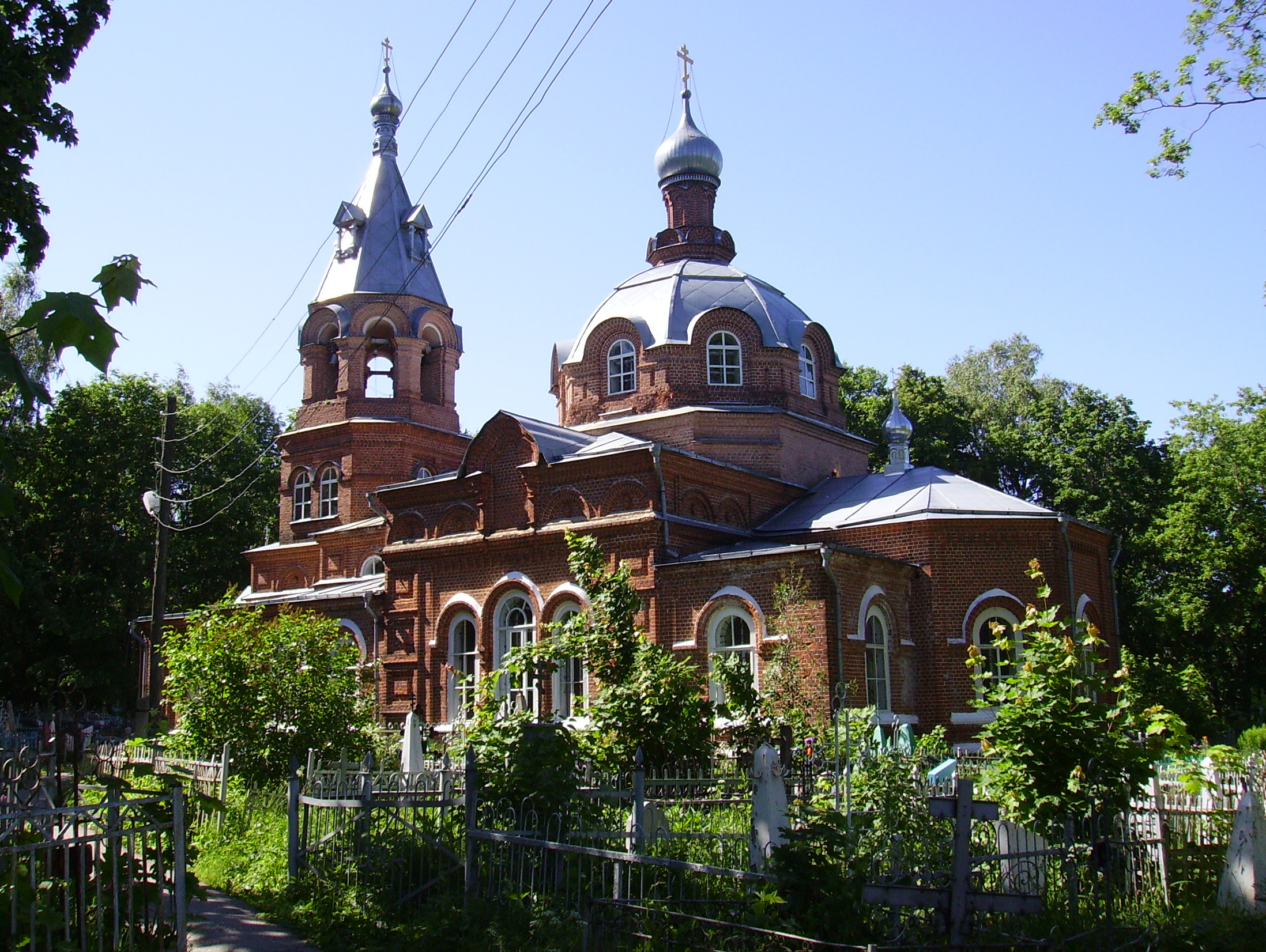
cerkiew pw. wszystkich świętych w Gorochowcu

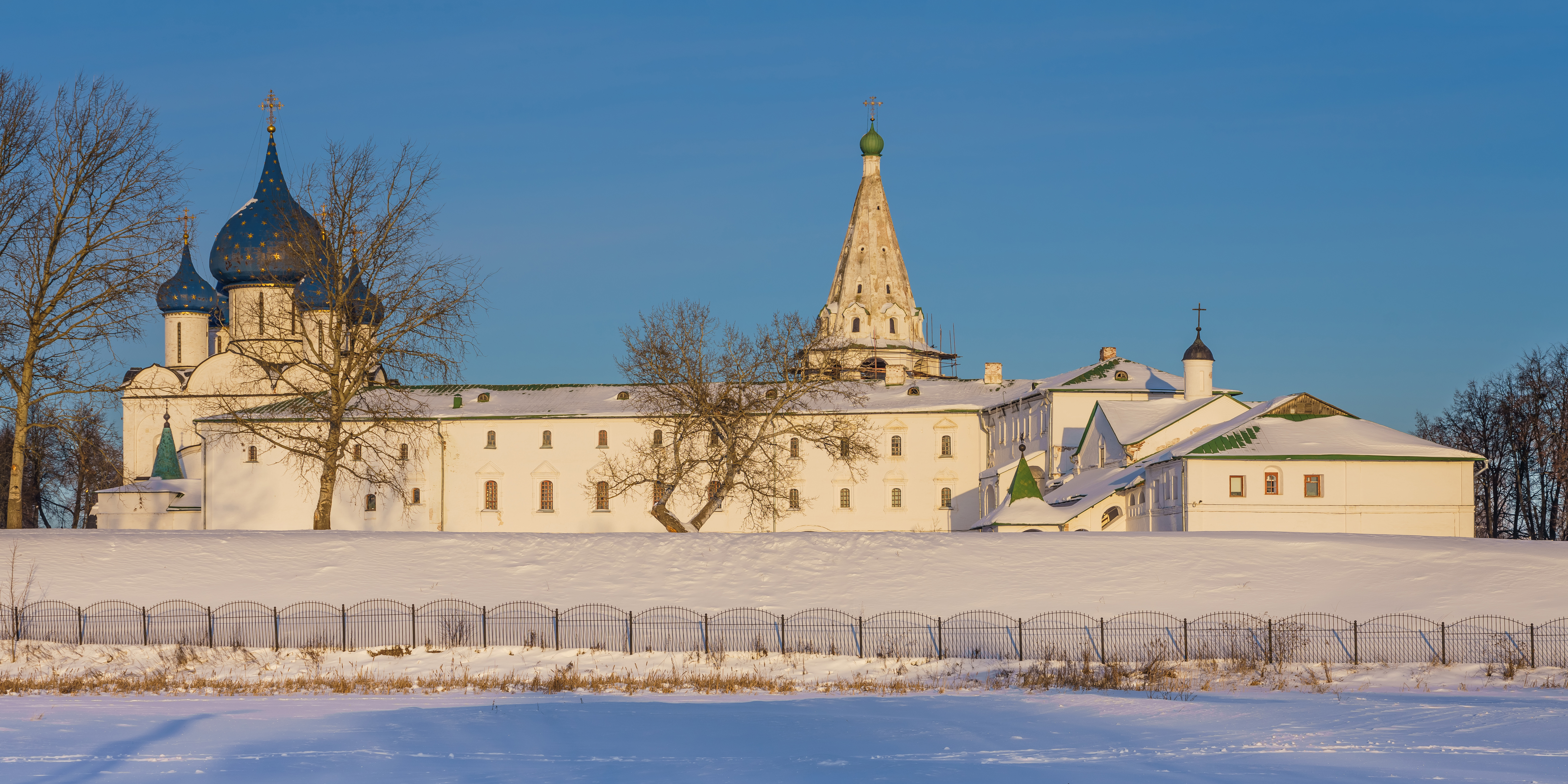
kreml w Suzdalu

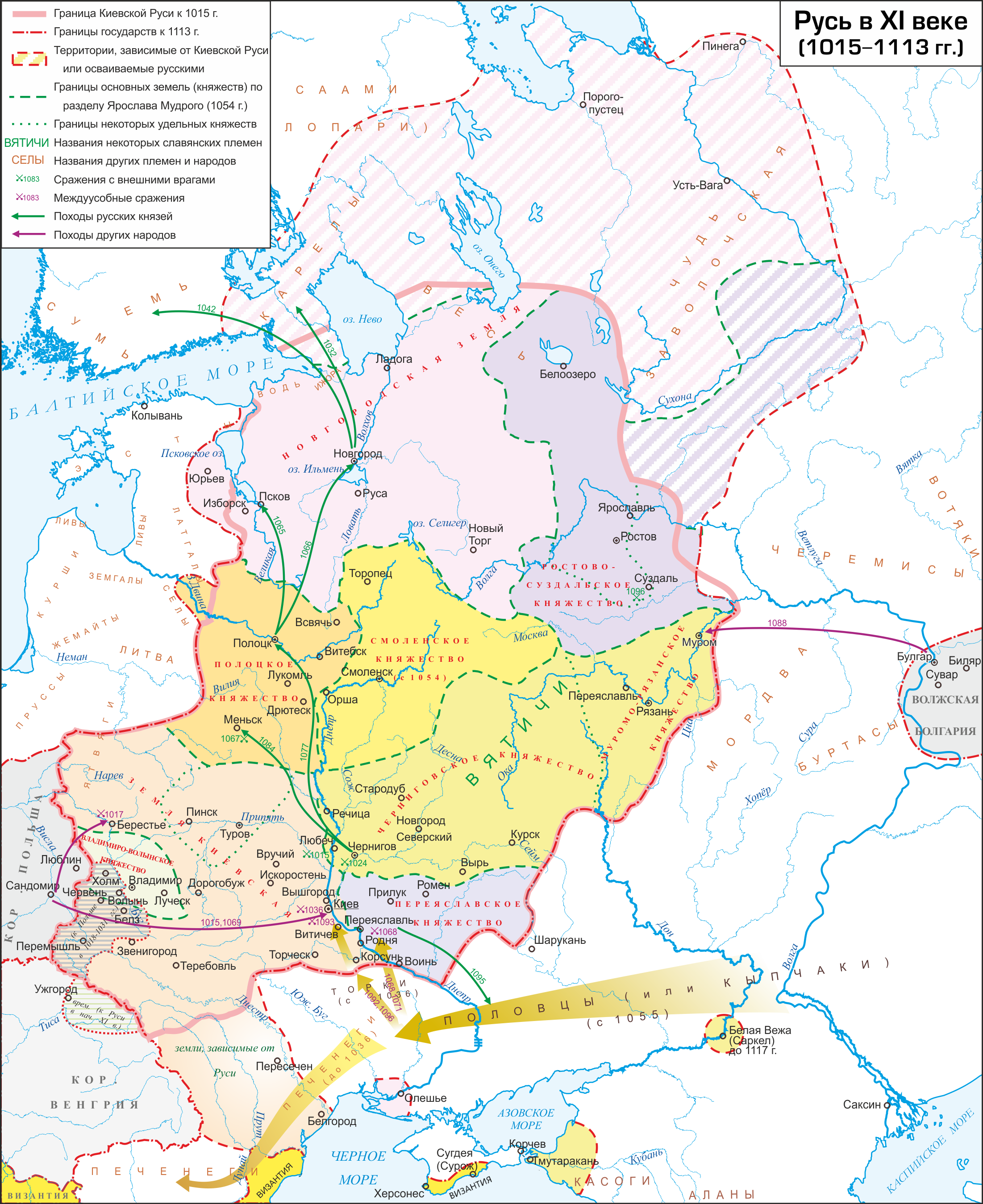
Ruś Rostowsko-Suzdalska w XI wieku (kraj zaznaczony na fioletowo i opisany jako РОСТОВО-СУЗДАЛЬСКОЕ КНЯЖЕСТВО)

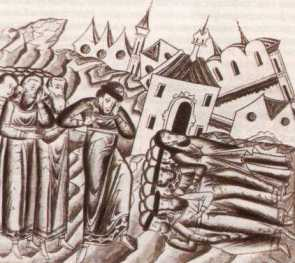
zdobycie Suzdalu przez Mongołów

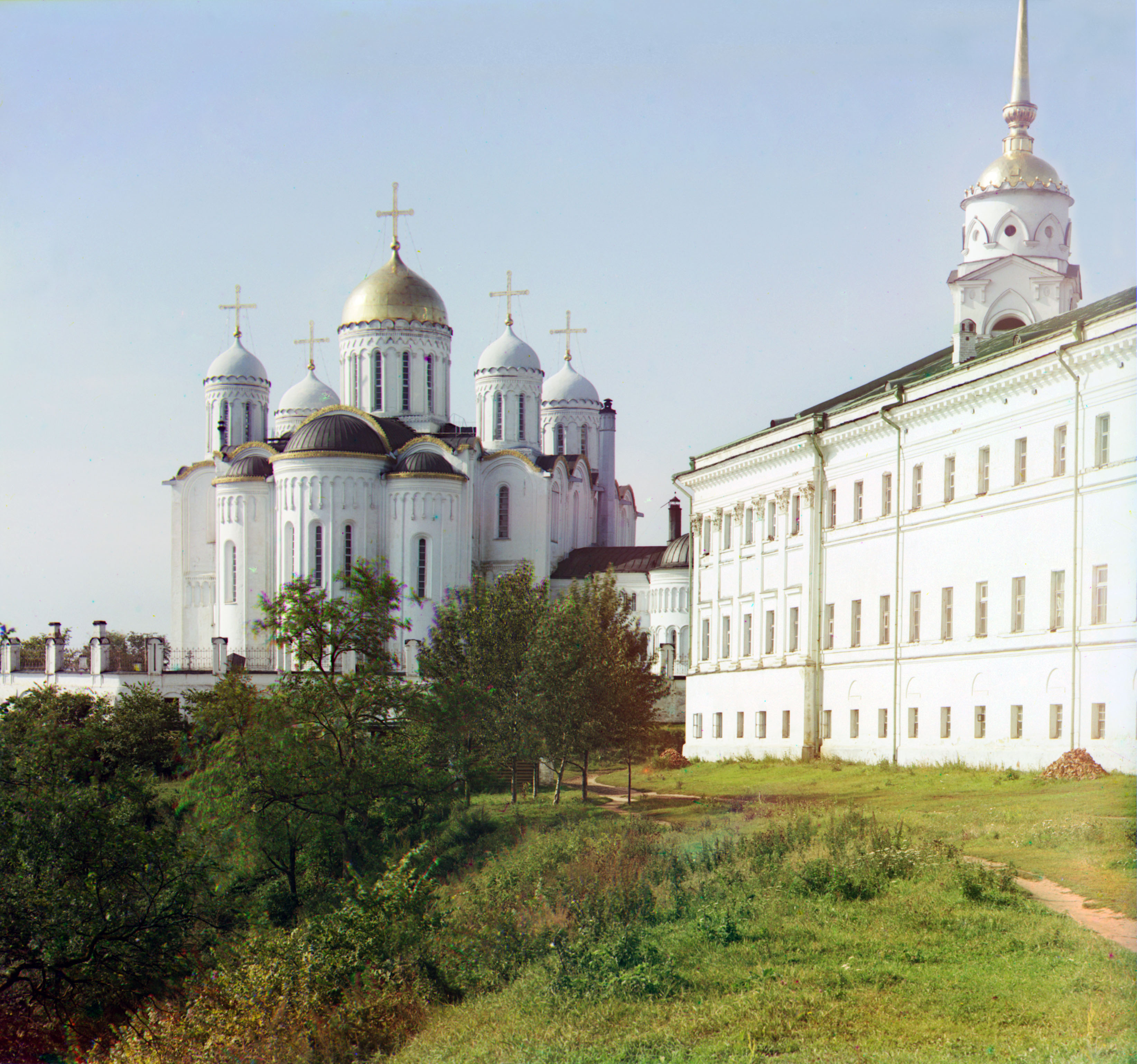
Sobór Zaśnięcia Matki Bożej we Włodzimierzu, zbudowany w latach 1158–1160

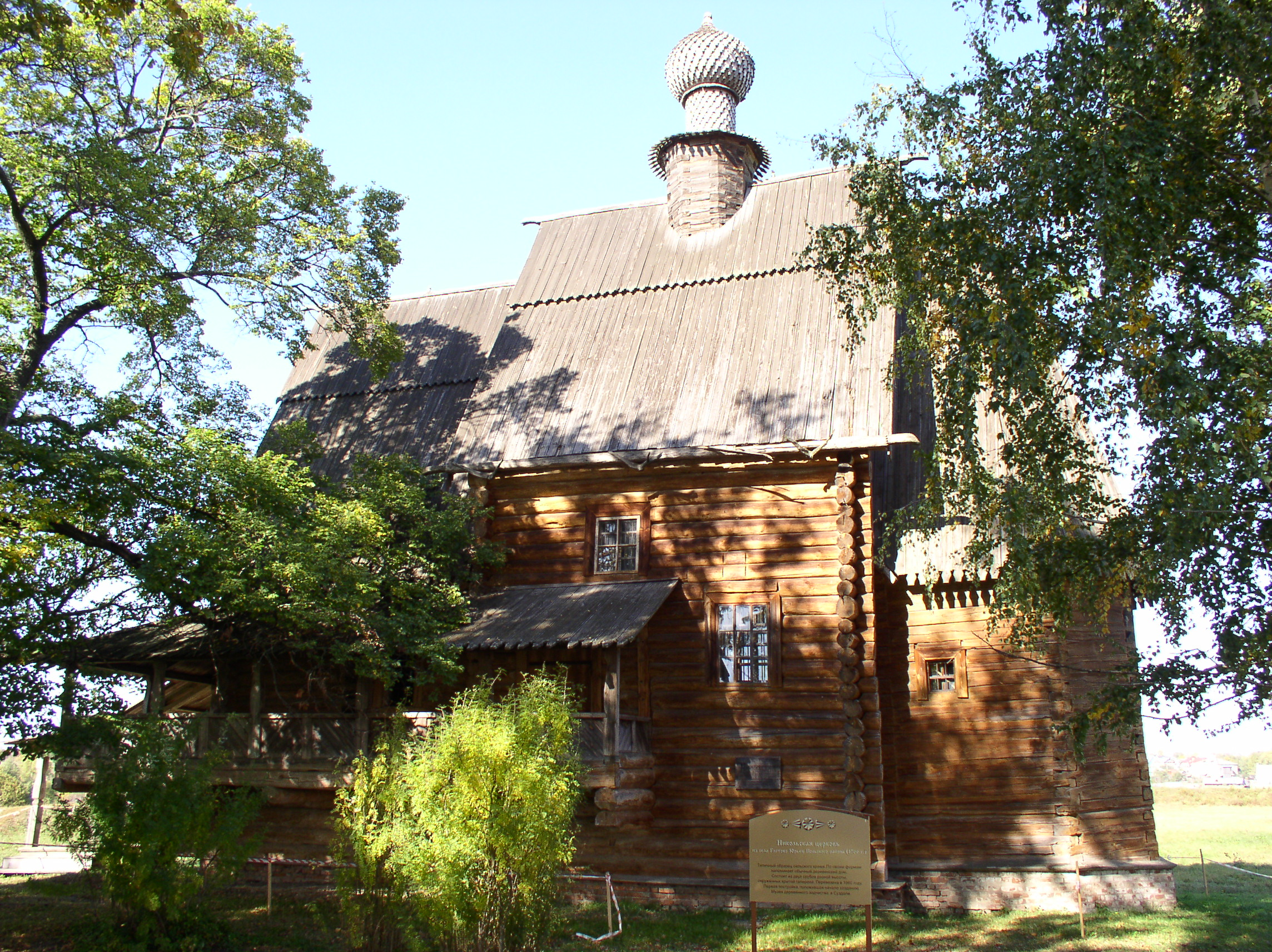
cerkiew pw. św. Mikołaja z 1766 r. w Suzdalu

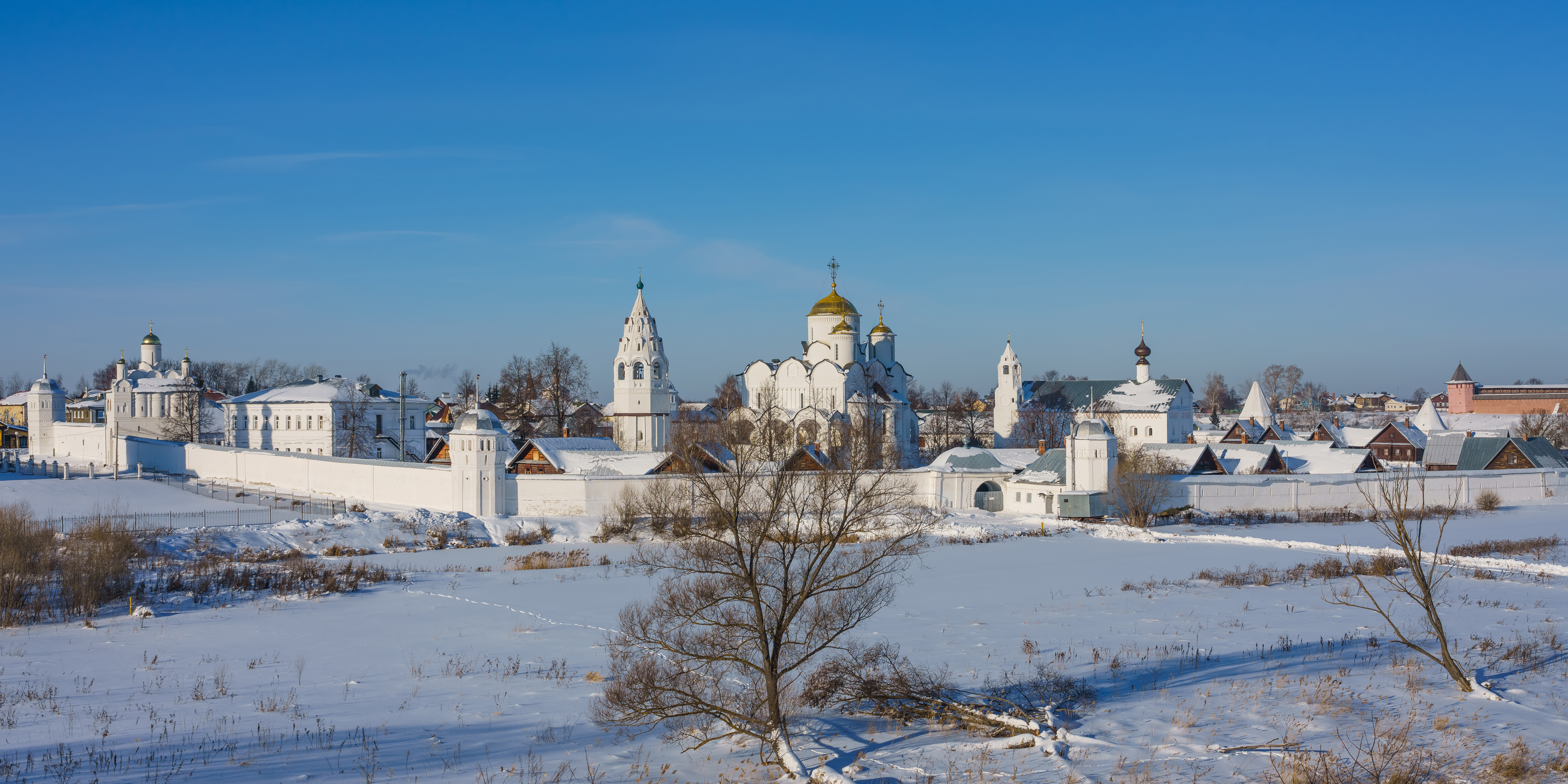
Monaster Opieki Matki Bożej w Suzdalu

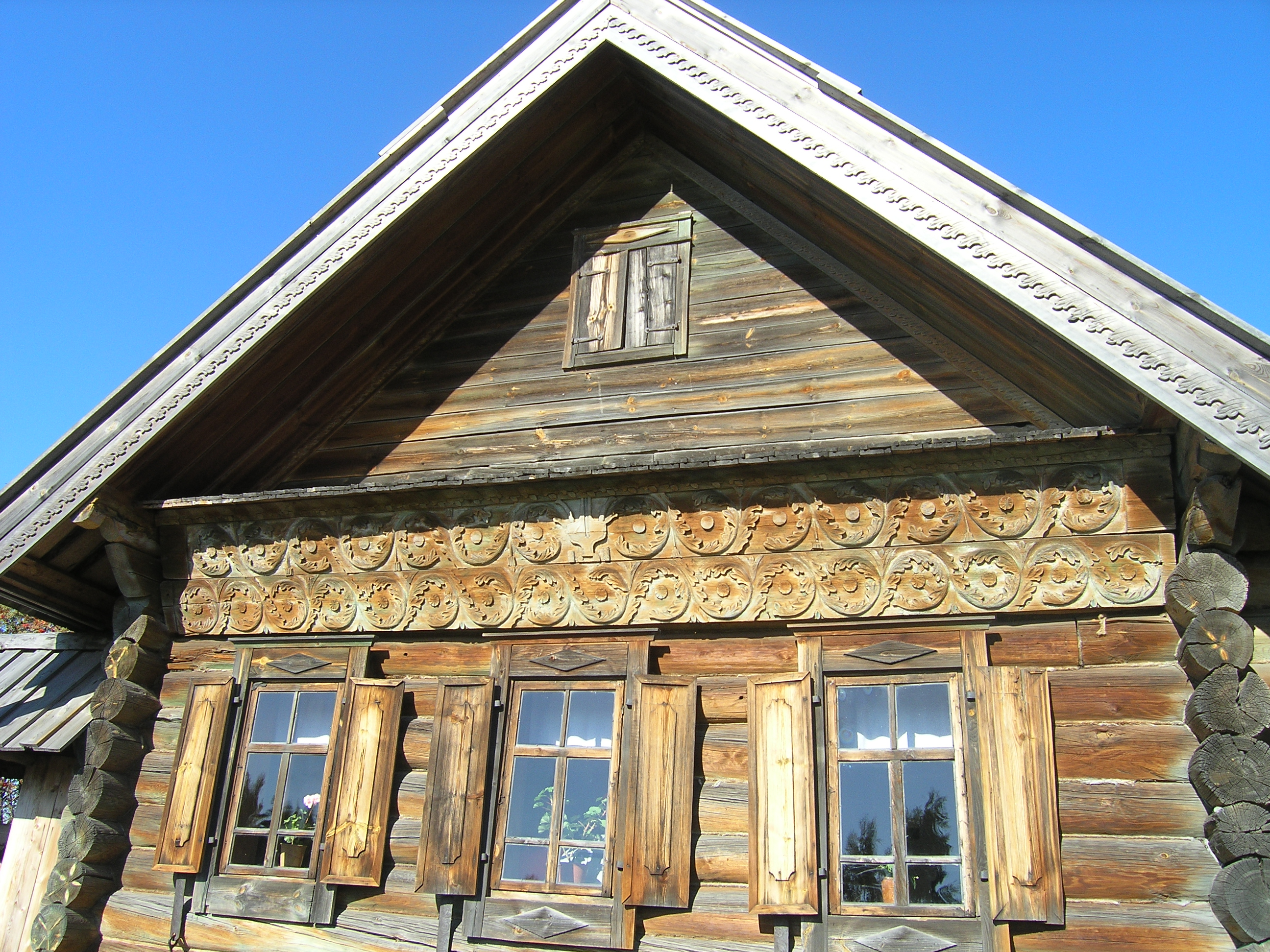
typowa dawna chata średniozamożnego chłopa z regionu, obecnie w skansenie w Suzdalu

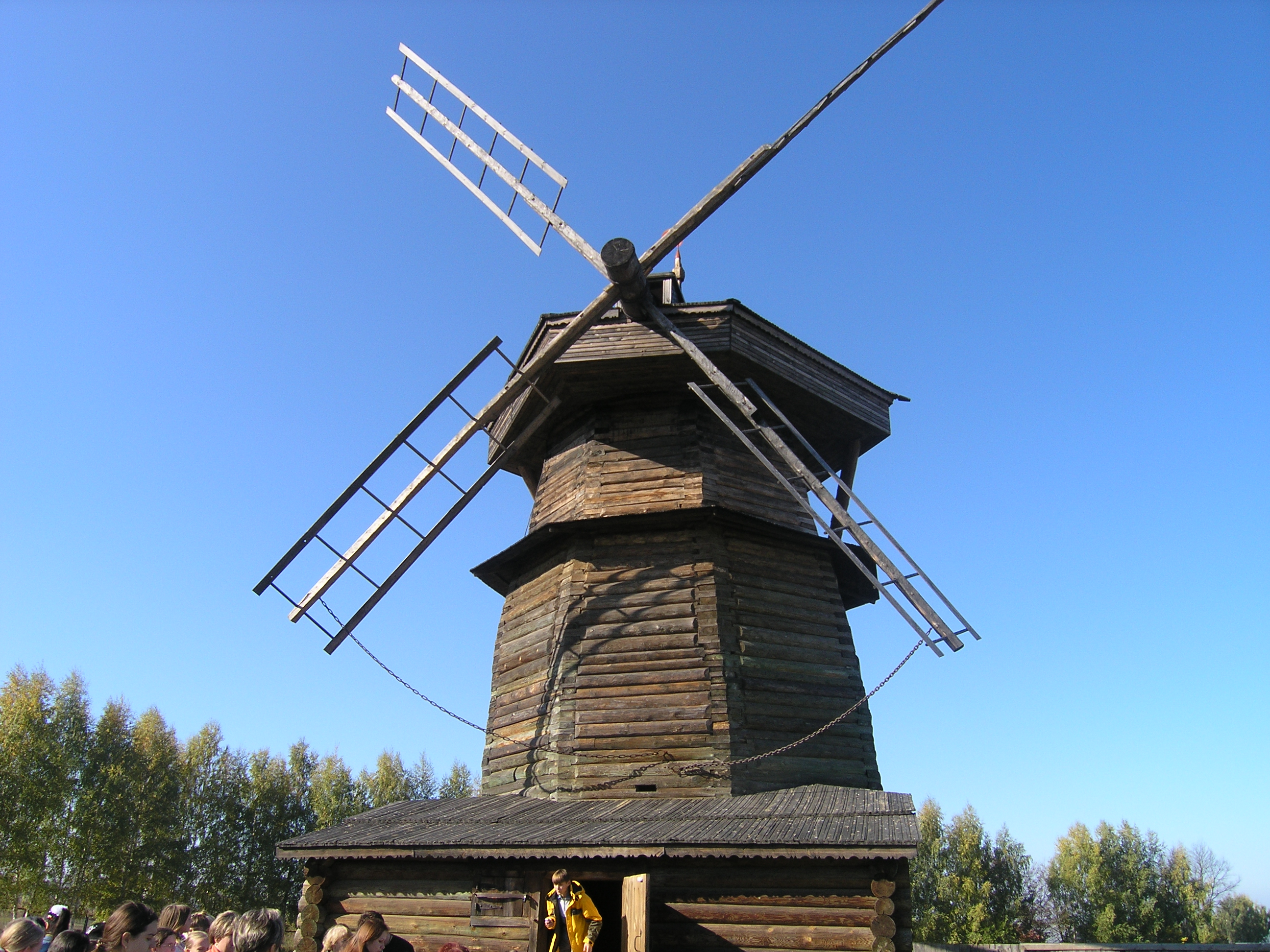
młyn z połowy XVIII w. w skansenie w Suzdalu

### Okręgi miejskie
I. Włodzimierz (ros. Владимир)
II. Guś-Chrustalnyj (ros. Гусь-Хрустальный)
III. Kowrow (ros. Ковров)
IV. Murom (ros. Муром)
V. (nie zaznaczone na mapie) miasto zamknięte Radużny (ros. ЗАТО Радужный).

### Rejony municypalne
1. Aleksandrowski (ros. Александровский район)
2. Wiaznikowski (ros. Вязниковский район)
3. Gorochowiecki (ros. Гороховецкий район)
4. Guś-Chrustalny (ros. Гусь-Хрустальный район)
5. Kamieszkowski (ros. Камешковский район)
6. Kirżacki (ros. Киржачский район)
7. Kowrowski (ros. Ковровский район)
8. Kolczugiński (ros. Кольчугинский район)
9. Mielenkowski (ros. Меленковский район)
10. Muromski (ros. Муромский район)
11. Pietuszyński (ros. Петушинский район)
12. Sieliwanowski (ros. Селивановский район)
13. Sobiński (ros. Собинский район)
14. Sudogodzki (ros. Судогодский район)
15. Suzdalski (ros. Суздальский район)
16. Juriew-Polski (ros. Юрьев-Польский район)

## Historia regionu
Z formalno-prawnego punktu widzenia ziemia włodzimierska jest tym obszarem, na którym powstał organizm polityczny, który w wyniku ewolucji przekształcił się we współczesną Rosję. Z racji swego znaczenia dla historii i kultury współczesnej Rosji (i z powodu zachowania w niezmienionym stanie licznych wczesnoruskich zabytków) historyczny rejon włodzimiersko-suzdalski (znajdujący się w przeważającej części na obszarze dzisiejszego obwodu włodzimierskiego) nazywany jest Złotym Pierścieniem Rosji.
Badania archeologiczne wskazują, iż ludzie zamieszkiwali obszary dzisiejszego obwodu już 25-30 tysięcy lat temu. Do okresu średniowiecza tereny te zamieszkiwały plemiona ugrofińskie.
W IX – XI w. ziemie te znalazły się we władaniu Rusi Kijowskiej. Intensywna ruska kolonizacja i spowodowana nią asymilacja miejscowych ugrofińskich ludów szybko doprowadziła do trwałej slawizacji tych ziem. Władcy kijowscy założyli w regionie szereg grodów m.in.: Rostów (obecnie na terenie obwodu jarosławskiego) i Murom (oba przed 862), Włodzimierz (prawdopodobnie w 990), Suzdal (przed 999) i in. Tereny dzisiejszego obwodu początkowo stanowiły będące częścią Księstwa Kijowskiego Księstwo Rostowsko-Suzdalskie, a głównymi ośrodkami jego ośrodkami były Rostów, Suzdal i Włodzimierz nad Klaźmą. Pierwszą stolicą księstwa był Rostów; w 1125 Jerzy Dołgoruki przeniósł stolicę do Suzdala, a w 1157 Andrzej Bogolubski – z Suzdala do Włodzimierza. Korzystając z rozbicia dzielnicowego Rusi Księstwo Włodzimiersko-Suzdalskie uzyskało niezależność.
W 2. połowie XII w. i na początku wieku XIII, tj. w czasach wielkiego księcia włodzimierskiego Wsiewołoda Wielkie Gniazdo (1176-1212) księstwo to stało się jednym z najważniejszych państw ruskich, zarówno pod względem politycznym, jak i gospodarczym i kulturowym. Następnie znaczenie państwa zmalało, gdyż w 1238 Ruś Włodzimiersko-Suzdalska została spustoszone i podbita przez Mongołów (Tatarów), którzy pokonali wojska Jerzego Wsiewołodowicza. Sam książę zginął w walce, a kraj uznał zwierzchnictwo Tatarów. W XIII-XIV w. wielcy książęta włodzimierscy stali się ponownie najpotężniejszymi władcami na Rusi północno-wschodniej. W 1328 Iwan Kalita przeniósł stolicę księstwa do Moskwy, gdzie też 2 lata wcześniej przeniósł swoją siedzibę zwierzchnik prawosławia na Rusi, metropolita Piotr. Wielcy książęta moskiewscy (od 1340) najpierw obejmowali władzę we Włodzimierzu i tytułowali się wielkimi książętami włodzimierskimi.
W 2. połowie XIV w. państwo funkcjonowało jako Wielkie Księstwo Moskiewskie. W okresie tym jego władcy rozpoczęli proces jednoczenia ziem ruskich i wyzwalania się spod zależności od Tatarów, m.in. Dymitr Doński pokonał armię chana nad Wożą (1378) i Kulikowym Polu (1380)
Wraz z rozwojem terytorialnym kraju znaczenie pierwotnej siedziby władców malało, a teren dzisiejszego obwodu, będący historycznie najstarszą częścią kraju utracił na znaczeniu i przekształcił się w jedną z wielu prowincji państwa.
W XIX w. w regionie rozwinął się przemysł tekstylny.

### Przynależność administracyjna

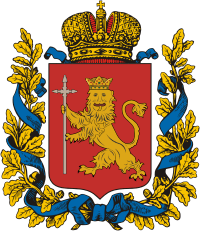
herb guberni włodzimierskiej

Pierwszy podział administracyjny Rosji, dokonany przez Piotra Wielkiego ulokował ziemie dzisiejszego obwodu w składzie guberni moskiewskiej. Dopiero kolejne zmiany tego podziału doprowadziły do powstania odrębnej jednostki administracyjnej obejmującej teren zbliżony do dzisiejszego obwodu, tj. ziemie historycznie związane z Włodzimierzem, Suzdalem, Rostowem i innymi miastami dawnego państwa rostowsko-suzdalsko-włodzimierskiego. Nastąpiło to w 1778, kiedy to utworzona została gubernia włodzimierska. W 1929 w ramach reformy administracyjnej w Związku Radzieckim gubernia ta została zlikwidowana, a jej obszar podzielony i włączony w skład 3 obwodów: moskiewskiego, gorkiewskiego (dziś: niżegorodzkiego) i iwanowskiego.
14 sierpnia 1944 z części ziem 3 wymienionych wyżej obwodów powstał obwód włodzimierski; jego granice nie pokrywały się całkiem z granicami istniejącej do 1929 guberni. Granice obwodu od chwili jego powstania nie uległy zmianie.

## Symbole regionu
Herb obwodu włodzimierskiego nawiązuje do herbu dawnej guberni włodzimierskiej, który z kolei został opracowany na podstawie herbu stolicy regionu – Włodzimierza nad Klaźmą.
Flaga obwodu została ustanowiona w nawiązaniu do herbu regionu.

## Gospodarka
Główną gałęzią lokalnej gospodarki jest przemysł, ważną rolę odgrywa też transport. PKB regionu to 87,8 mld rubli (2005), co daje rocznie ok. 59.400 rubli na mieszkańca.

### Przemysł
Spośród istniejących w regionie gałęzi przemysłu największe znaczenie ma przemysł maszynowy. Przynosi on ok. 40% wartości całej produkcji przemysłowej regionu. Jego główne ośrodki to Włodzimierz, Kowrow i Murom. W jego ramach powstają m.in. traktory, parowozy, samochody, sprzęt strzelecki i inny drobniejszy sprzęt. Z racji rozwiniętego rolnictwa duże znaczenie ma też przemysł spożywczy (zwłaszcza produkcja produktów mleczarskich i konserw), który przynosi 17% wartości lokalnej produkcji; zasoby piasków kwarcowych spowodowały, iż rozwinął się przemysł szklarski (7% wartość produkcji przemysłowej). Pozostałe branże nie odgrywają poważniejszej roli; dominujący niegdyś i będący najstarszą gałęzią gospodarki przemysł tekstylny wraz z resztą przemysłu lekkiego dostarcza dziś jedynie 5% wartości produkcji przemysłowej.

### Rolnictwo
W obwodzie włodzimierskim istnieje rozwinięte rolnictwo, nastawione głównie na chów i hodowlę o kierunku mleczno-mięsnym. Przynosi ono ok. 12% PKB obwodu. Grunty wykorzystywane rolniczo stanowią ok. 32,1% całej powierzchni regionu i zajmują teren ok. 930 900 ha; 2/3 tej wielkości zajmują grunty orne, a 1/3 – łąki i pastwiska. Powierzchnia zasiewów wynosi 475,5 tys. ha, z czego 58,7% przypada na rośliny paszowe, a 29 – na zboża, głównie pszenicę, żyto, jęczmień i owies. Władze regionu starają się zmienić strukturę zasiewów i skłonić rolników do zwiększenia produkcji rzepaku oraz ziemniaków, warzyw i owoców, dotychczas produkowanych w niewielkich tylko ilościach.
Chów i hodowla obejmuje zwłaszcza bydło domowe i świnie, a także owce, kozy i konie (w XX w. w regionie wyhodowano rasę koni pociągowych o nazwie władymirski tiażełowoz, ros. Владимирский тяжеловоз).
W regionie istnieje też rozwinięte pszczelarstwo.

### Energetyka
Energetyka dostarcza ok. 10% wartości produkcji przemysłowej regionu. Produkcja własna nie wystarcza na pokrycie lokalnego zapotrzebowania na energię i deficyt ten pokrywany jest poprzez import energii z regionów sąsiednich. Najważniejszym obiektem energetycznym obwodu jest Elektrociepłownia Włodzimierska o mocy 400 MW. Prócz tego na terenie regionu działa kilka mniejszych elektrowni, a także pewna liczba małych elektrowni wodnych.
Struktura zużycia surowców energetycznych w regionie w 1999:
gaz ziemny – 2,6 mld m³
węgiel 323 tys. ton
produkty naftowe – 647 tys. ton
Prócz tej produkcji własnej obwód sprowadził 3,9 mld kWh energii z innych części kraju.

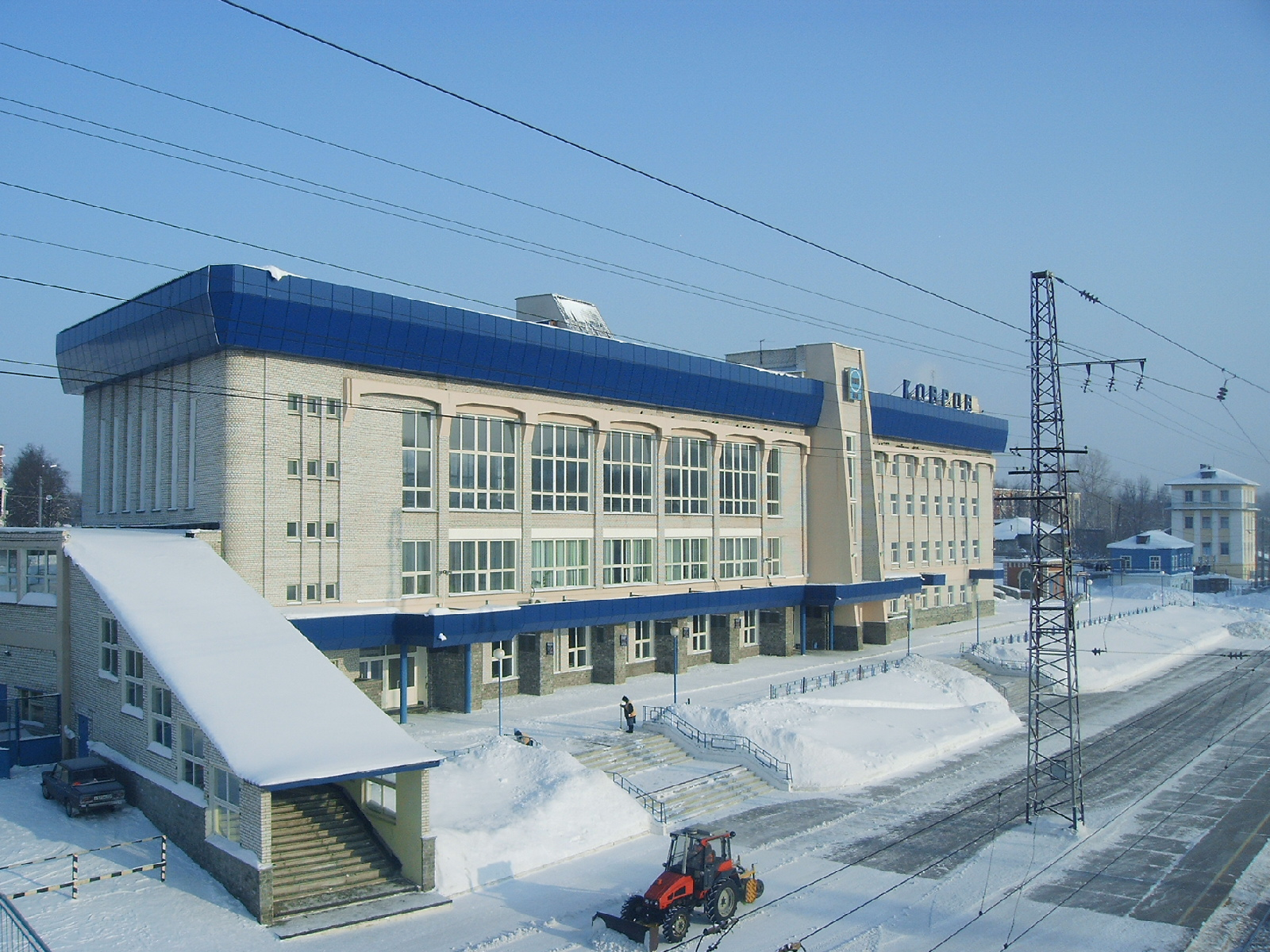
dworzec w Kowrowie

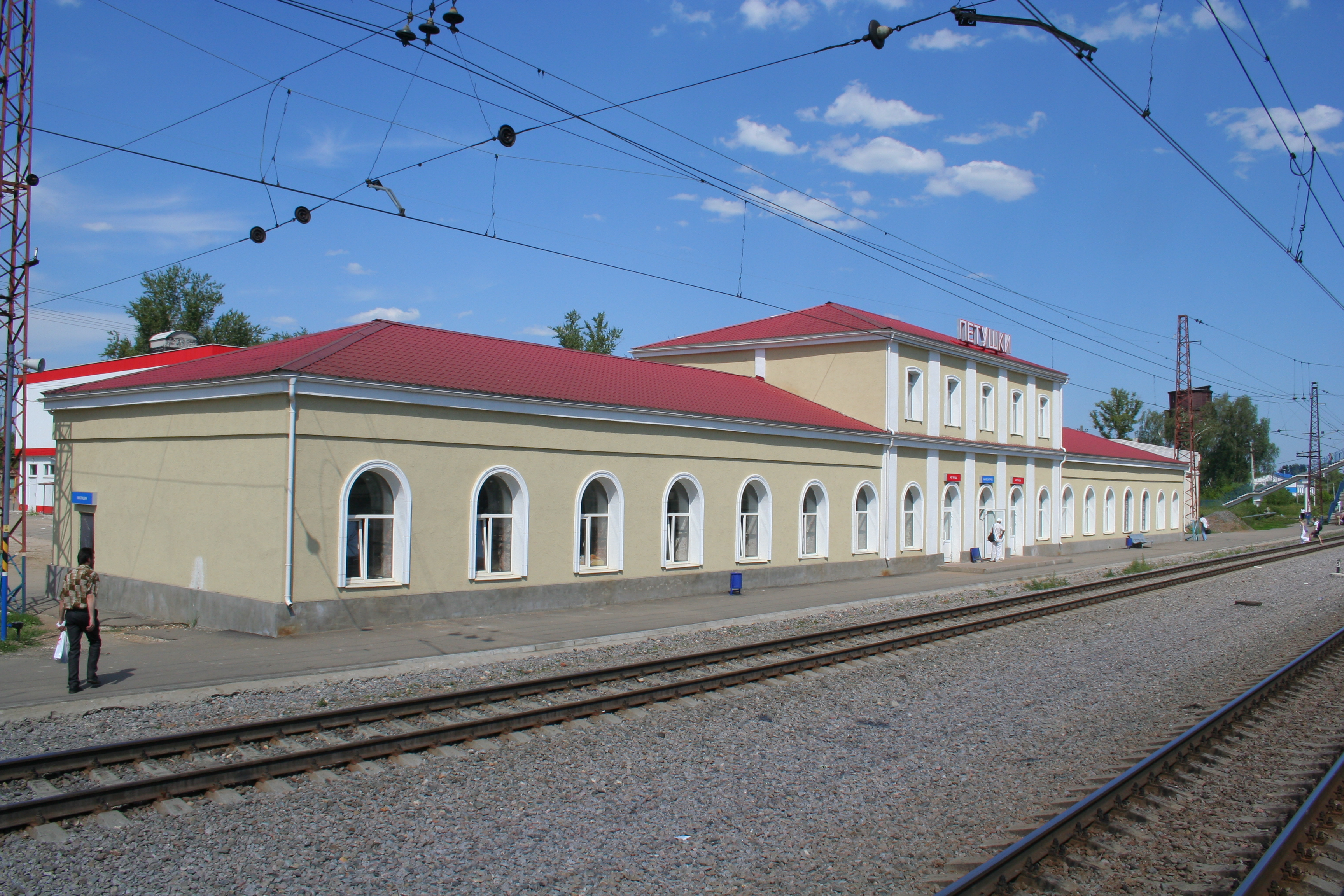
stacja kolejowa Pietuszki

### Transport

#### Transport kolejowy
W miejscowym transporcie największe znaczenie ma kolej,
Głównym szlakiem towarowo-transportowym w reginie jest przebiegający przez obwód fragment kolei transsyberyjskiej. Ponadto przez region prowadzą tory części kolejowej obwodnicy Moskwy.
Prócz tego istnieją liczne odcinki torów mające znaczenie lokalne. Największymi lokalnymi węzłami kolejowymi są: Włodzimierz, Aleksandrow i Murom.
Znaczenie głównie pasażerskie i turystyczne ma istniejąca w regionie kolej wąskotorowa.

#### Transport rurociągowy
Drugim pod względem ważności rodzajem transportu są rurociągi. Przez teren obwodu biegną:
- rurociągi ropy naftowej: dwie nitki ropociągu łączącego Niżny Nowogród z Riazaniem oraz dwie nitki łączące Niżny Nowogród z Jarosławiem. Łączą one roponośne tereny zachodniej Syberii z zachodnią częścią Rosji, a także (poprzez port w Primorsku) – z Europą środkową i zachodnią; corocznie przepływa nimi ponad 45 mln ton ropy. Rurociągi te posiadają lokalne odgałęzienia umożliwiające zapoatrzenie regionu w surowiec.
- rurociągi gazu ziemnego (należące do Gazpromu), łączące Niżny Nowogród z Muromem i Niżny Nowogród ze Szczołkowem, z odgałęzieniami prowadzącymi m.in. do Iwanowa. Drogą tą corocznie przepływa ponad 6 mld m³ gazu.
- inne rurociągi, m.in. rurociąg Kstowo – Riazań (z odgałęzieniami do miast regionu włodzimierskiego), którym transportowane jest paliwo dieslowski (2 mln ton/rok).

#### Transport drogowy
Spośród dróg kołowych w regionie największe znaczenie ma droga M-1 Wołga, którą corocznie transportuje się ok. 10 mln ton towarów. Duże znaczenie mają też biegnące przez obwód odcinki wielkiej obwodnicy Moskwy. Inne drogi (m.in. Włodzimierz – Kostroma, Włodzimierz – Murom czy Niżny Nowogród – Kasimow) mają mniejsze znaczenie. Transport kołowy ma największe znaczenie dla ruchu pasażerskiego.

#### Transport wodny i powietrzny
Transport wodny nie ma dużego znaczenia dla gospodarki. Dotyczy on niemal wyłącznie przewozów towarowych i odbywa się po Klaźmie i Oce; głównymi portami rzecznymi są Wiazniki i Murom.
Transport powietrzny także nie odgrywa poważniejszej roli. Z powodu bliskości 4 wielkich portów lotniczych w regionie Moskwy na terenie obwodu włodzimierskiego istnieje tylko 1 większe lotnisko (Siemiazino, ok. 5 km od Włodzimierza).

### Bogactwa naturalne
Głównymi bogactwami naturalnymi regionu są torf oraz surowce stosowane głównie w przemyśle budowlanym – m.in. wapienie, gips, rozmaite rodzaje piasków, kamieni i glin (ogniotrwałych oraz służących do produkcji cegieł). Prócz tego na terenie obwodu znajdują się inne surowce w tym fosforyty, ruda żelaza, dolomity i źródła wód mineralnych.
Regionalne zasoby torfu szacowane są na 59 mln ton; większość ich zalega na terenie Niziny Mieszczorskiej. Wapień, którego ilość szacunkowa wynosi 30 mln ton zalega głównie w rejonie Oki (rejony: kowrowski, wiaznikowski, sudogodzki i sieliwanowski); miejscami jego pokłady mają miąższność 130 m. Znajdujące się w rejonie pokłady piasków kwarcowych są wysokiej jakości – czyste, sypkie, bez gliniastych przymieszek lodowcowego pochodzenia i jako takie uznane zostały za zasoby federalnego znaczenia. Wykorzystywane są one do produkcji szkła i kryształu. Ich złoża znajdują się głównie na południu obwodu.

### Turystyka
Władze obwodu czynią starania w celu wypromowania regionu jako obszaru turystycznego. W tym celu eksponują ekologiczno-przyrodnicze warunki obwodu, zachęcające do turystyki i rekreacji, walory terenowe – umożliwiające uprawianie niektórych sportów zimowych, oraz historyczną przeszłość regionu, a zwłaszcza zabytki staroruskiej sztuki i architektury. Główną grupą potencjalnych turystów mieliby być mieszkańcy nieodległej Moskwy, w której dochody znacznie przekraczają rosyjską średnią i dają jej mieszkańcom możliwość wyjazdów turystycznych.

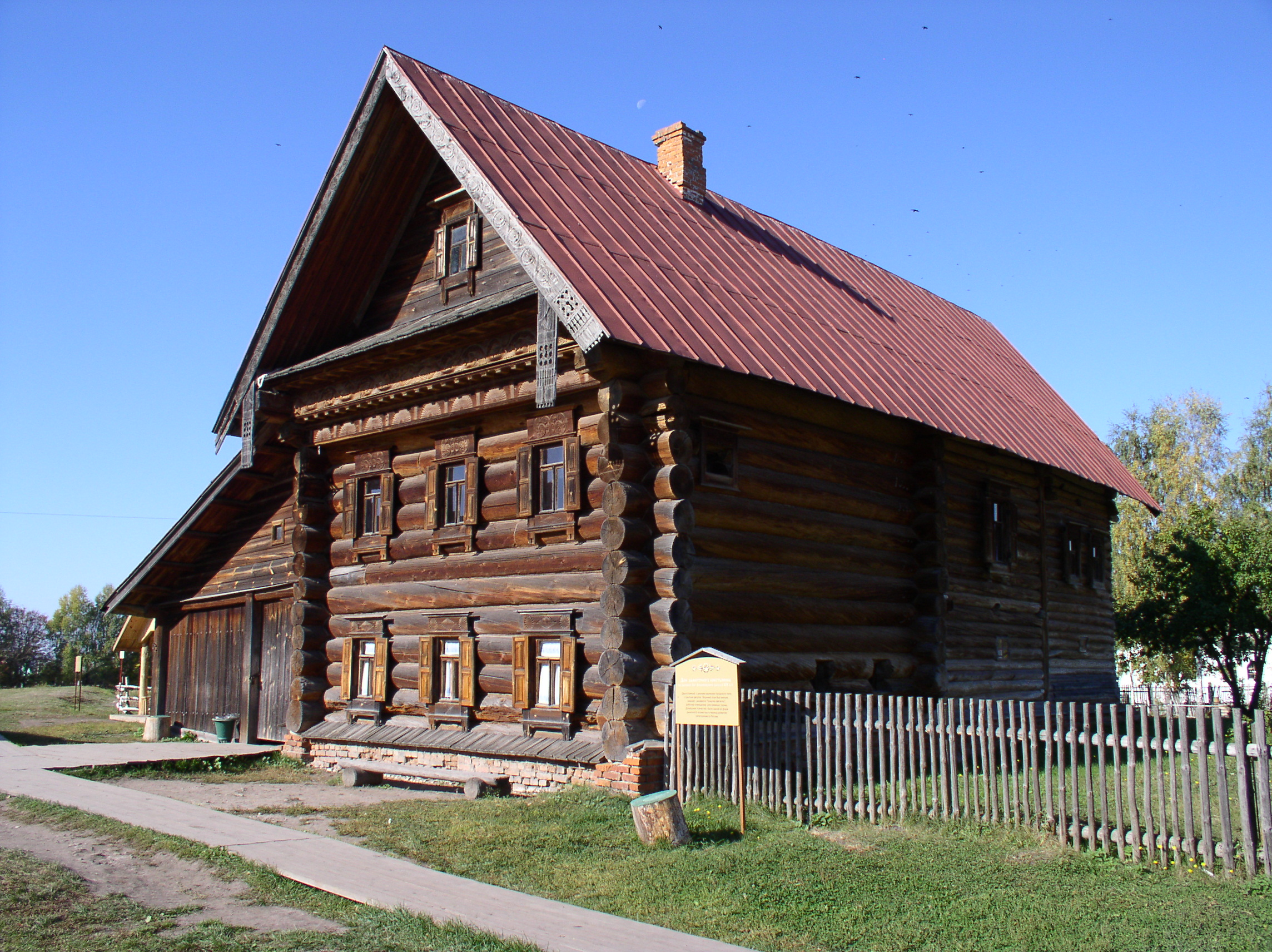
dom zamożnego chłopa w skansenie w Suzdalu

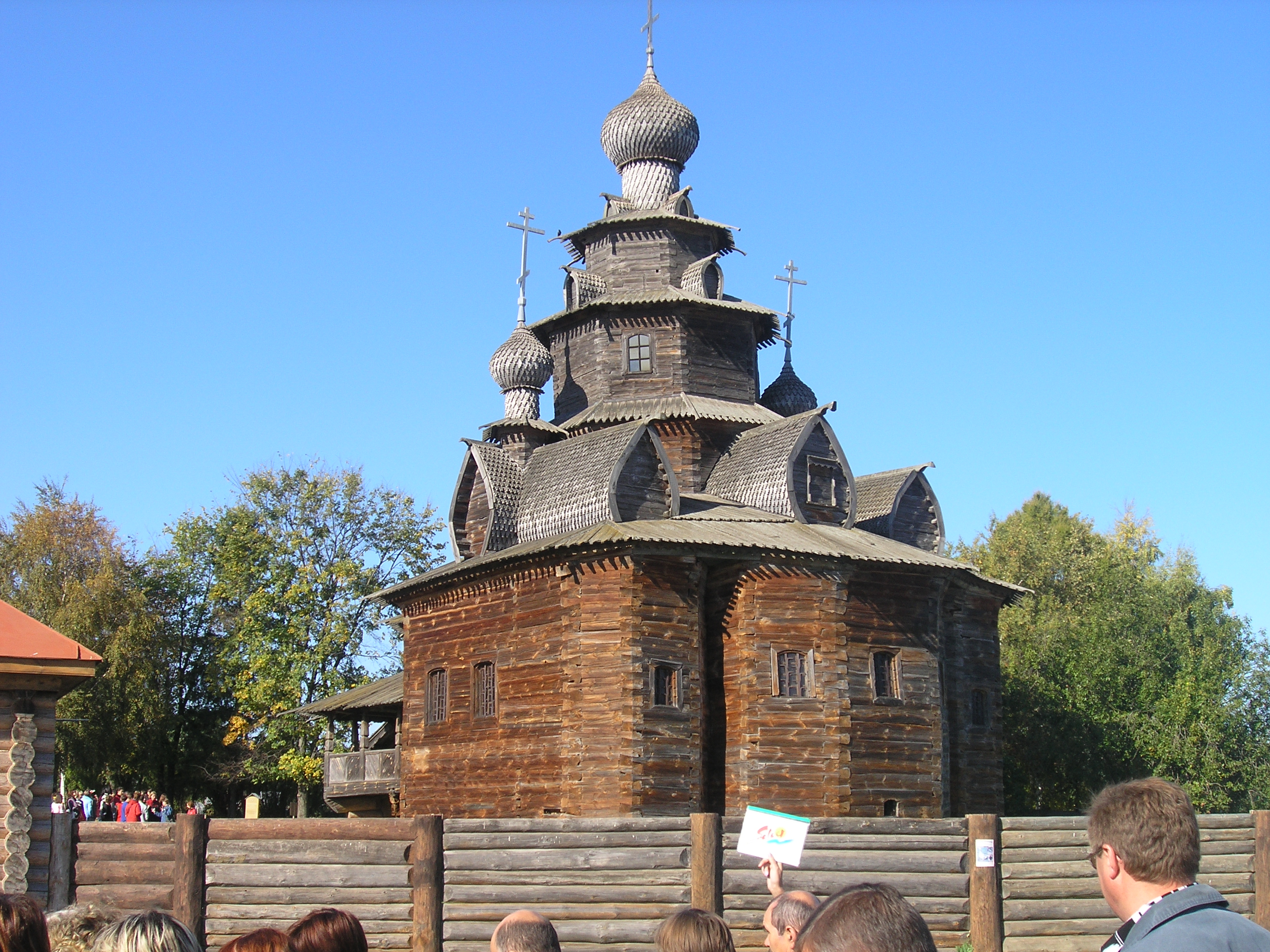
drewniana cerkiew w skansenie w Suzdalu

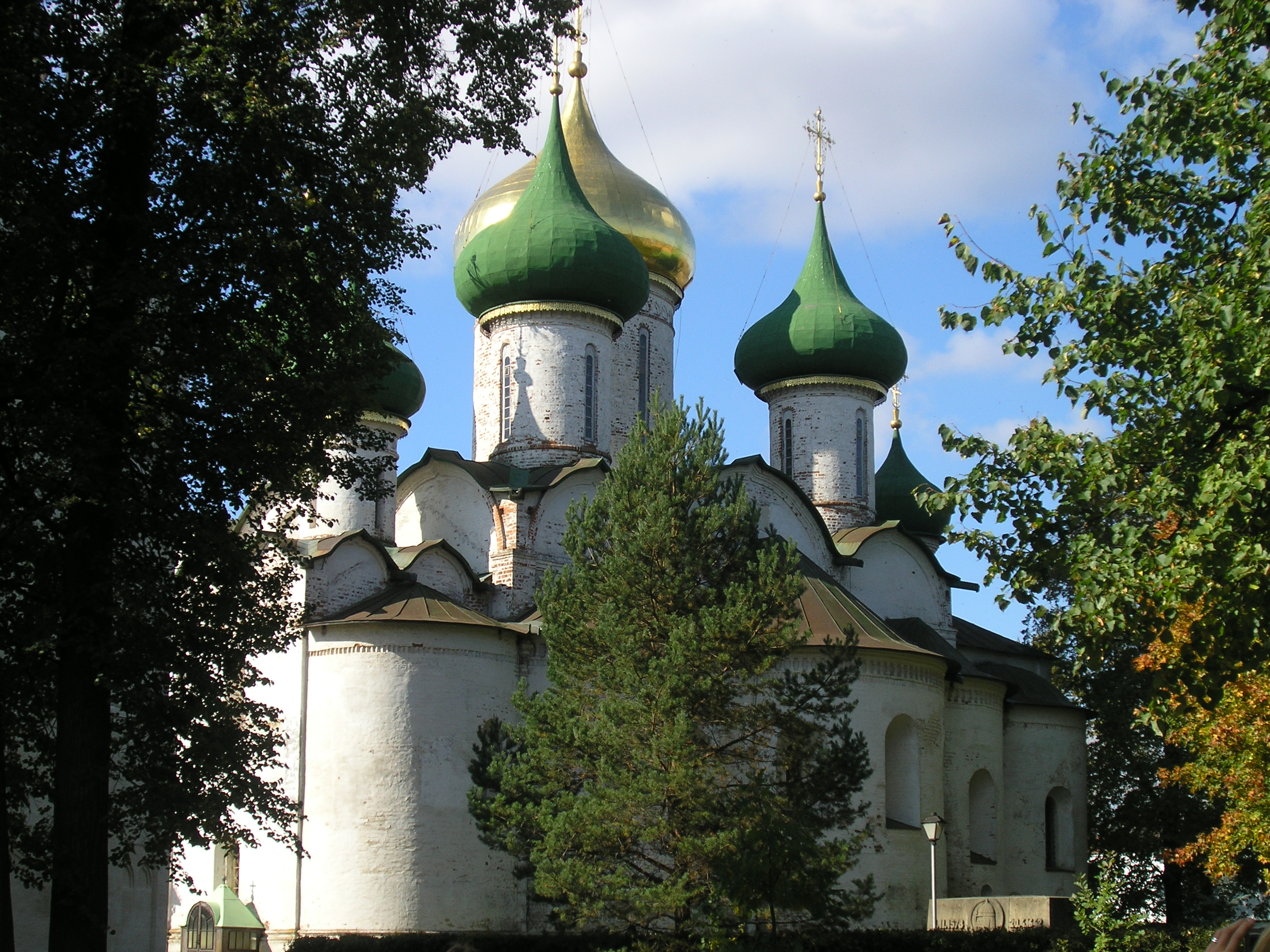
Cerkiew Przemienienia Pańskiego w Suzdalu

## Nauka i kultura
Na terenie obwodu działa ok. 30 instytutów badawczych i naukowych. Działają tutaj także szkoły wyższe, m.in. we Włodzimierzu uniwersytet, politechnika i wyższa szkoła pedagogiczna.
Na terenie obwodu znajdują się bardzo liczne zabytki staroruskiej kultury i sztuki, zwłaszcza architektury – monastery, cerkwie i kremle, m.in. w Suzdalu, Włodzimierz nad Klaźmą i Aleksandrowie. W dużej mierze przez teren obwodu wiedzie szlak turystyczny (właściwie grupa szlaków) zwany Złotym Pierścieniem Rosji, prowadzący przez średniowieczne rosyjskie miasta położone na północ i wschód od Moskwy, w regionie będącym kolebką współczesnej Rosji. Wiele z tych niegdyś ważnych grodów (obecnie zwykle małych kilku-kilkunastotysięcznych miasteczek) jest centrami rzemiosła ludowego i artystycznego.
W Suzdalu w skansenie zebrano liczne budowle (sakralne i świeckie) będące przykładem ludowego budownictwa w regionie od okresu późnego średniowiecza do początku XIX wieku.

## Tablice rejestracyjne
Tablice pojazdów zarejestrowanych w obwodzie włodzimierskim mają oznaczenie 33 w prawym górnym rogu nad flagą Rosji i literami RUS.